# Wiesmoor

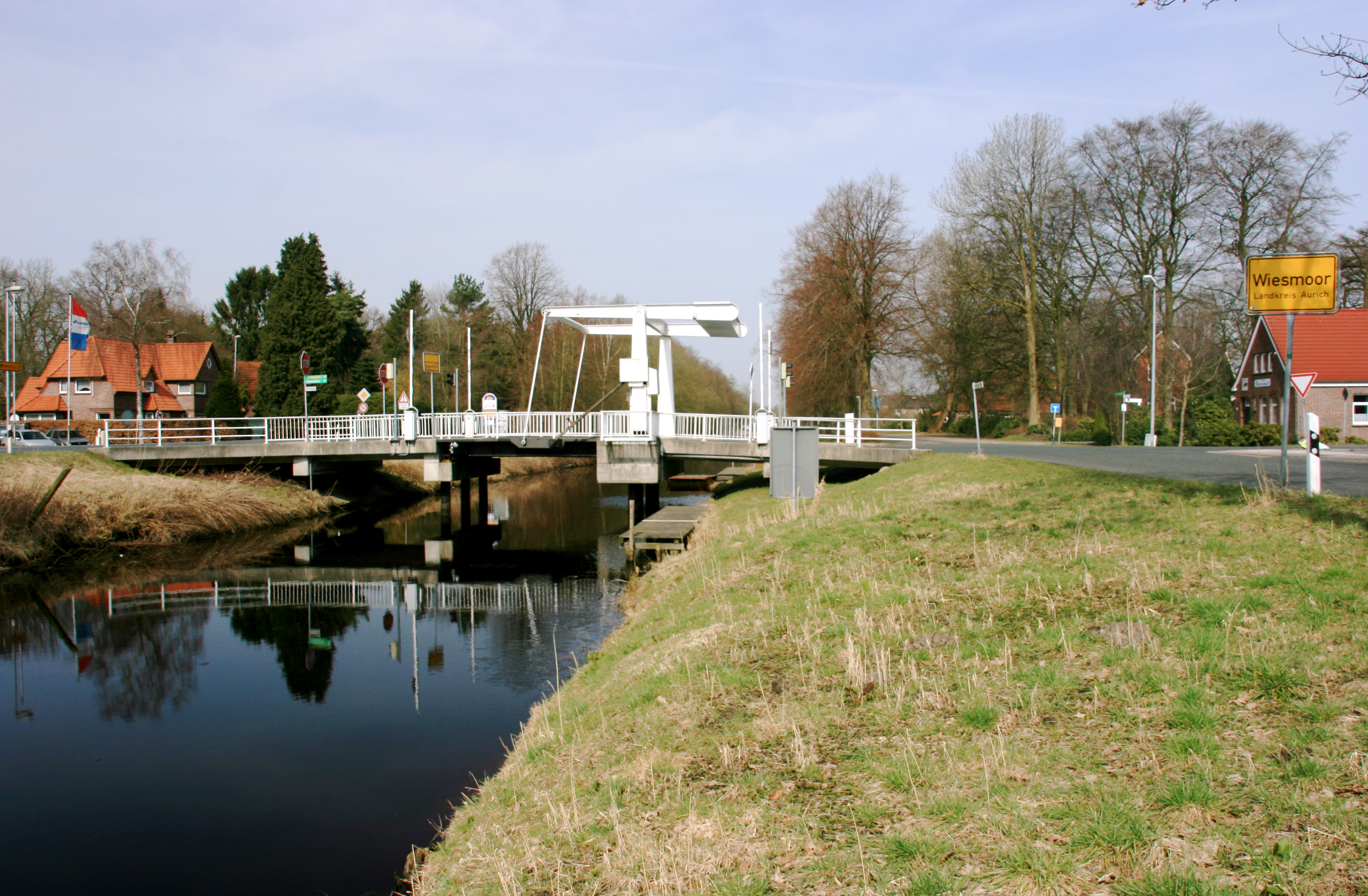
Ortseingang von Wiesmoor

Wiesmoor ist eine Stadt in Ostfriesland in Niedersachsen und liegt im äußeren Nordwesten Deutschlands. Die Stadt bildet den südöstlichsten Zipfel des Landkreises Aurich. Mit 13.875 Einwohnern, die auf 82,99 Quadratkilometern leben, ist Wiesmoor im Vergleich zu anderen ostfriesischen Städten nur dünn besiedelt. Unter den Städten auf dem ostfriesischen Festland ist sie nach Einwohnerzahl nach Esens die zweitkleinste.
Bis ins späte 18. Jahrhundert war das heutige Stadtgebiet völlig unbewohnt, da es einen Teil des Ostfriesischen Zentralhochmoors bildete und somit über Jahrhunderte eher Barriere zwischen den historischen Gauen Auricherland und Östringen war. Bislang ließen sich nur wenige Spuren finden, die überhaupt die frühere Anwesenheit von Menschen belegen. Erst ab 1780 wurden Teile des heutigen Stadtgebietes dauerhaft besiedelt. Die Entwicklung erfolgte dabei von außen nach innen, das heißt, dass die am Stadtrand liegenden Ortschaften deutlich älter sind als der heutige Stadtkern selbst.
Wiesmoor ist die jüngste Stadt Ostfrieslands und eine der jüngsten Städte Niedersachsens. Als einzige der ostfriesischen Städte verdankt Wiesmoor seine Entstehung der Industrialisierung, konkret der ab 1906 einsetzenden industriellen Abtorfung des Moores. In der Stadt wurden nacheinander die drei wesentlichen Phasen der Moorkolonisierung in Ostfriesland durchlaufen: zuerst die ungeplante Moorkolonisierung in Streusiedlungen, die Kolonisierung durch Fehnkanäle und schließlich die industrielle Moorkolonisierung. Die Stadtrechte erhielt die Kommune am 16. März 2006.
Über einen Zeitraum von rund 60 Jahren wurde in Wiesmoor aus Torfverbrennung elektrischer Strom gewonnen. Die Stadt nennt sich selbst Blumenstadt, da die Verbrennung des Torfs im ehemaligen Kraftwerk und die Nutzung der daraus resultierenden Abwärme für die Aufzucht von Pflanzen, insbesondere Blumen, untrennbar mit der Wirtschaftsgeschichte der Kommune verbunden ist. Die Stadt ist seit 1977 als Luftkurort anerkannt; der Tourismus ist neben dem Gartenbau und der Milchwirtschaft ein maßgeblicher Wirtschaftsfaktor. Daneben gibt es eine gewisse Anzahl von Industriebetrieben.
Wegen des jungen Alters der Stadt sind im Gegensatz zu anderen ostfriesischen Kommunen nur wenige historische Gebäude zu finden. So datiert die älteste Kirche der Stadt erst aus dem Jahr 1907. Nur einige Gebäude aus der Zeit der Industrialisierung stehen unter Denkmalschutz, zudem gibt es eine Reihe von historischen Gulfhöfen in den älteren Außenbereichen der Stadt.

## Geografie

### Lage und Ausdehnung
Wiesmoor liegt im Nordwesten Deutschlands im Zentrum der historischen Landschaft Ostfriesland. Die Entfernung zur Nordsee beträgt rund 30 Kilometer. Nahe gelegene größere Städte sind Wilhelmshaven (gut 30 Kilometer nordöstlich), Oldenburg (gut 45 Kilometer südöstlich), Bremen (gut 80 Kilometer südöstlich) sowie Groningen (gut 80 Kilometer südwestlich).
Die Landesplanung des Landes Niedersachsen weist Wiesmoor als Unterzentrum aus. Angestrebt wird seit langem die Anerkennung Wiesmoors zu einem Mittelzentrum. Der geschätzte Einzugsbereich der Stadt beläuft sich auf 35.000 bis 40.000 Personen.
Das gesamte Stadtgebiet Wiesmoors erstreckt sich auf einer Fläche von 82,99 Quadratkilometer. Im Jahre 1919 hatte der Gutsbezirk Friedeburger Wiesmoor eine Fläche von 27,5 Quadratkilometer. Im Jahre 1922 wurde die Gemeinde Wiesmoor nach Abtretung des Ortsgebietes an den Landkreis Aurich gegründet, die bis 1924 auf eine Fläche von 34,7 Quadratkilometer anwuchs. Bis 1951 wurden daraus durch Eingemeindungen in mehreren Zügen 52,74 Quadratkilometer. Das machte den Ort zur größten Landgemeinde Ostfrieslands jener Zeit, der jedoch mit 95 Einwohnern je Quadratkilometer nur dünn besiedelt war. Durch die Gemeindegebietsreform von 1972 erreichte die Stadt mit einem Flächenzuwachs von rund 60 Prozent ihre heutige Ausdehnung. Damit liegt sie innerhalb der ostfriesischen Kommunen auf Rang 17. Die größte Ausdehnung des Stadtgebietes in nord-südlicher Richtung beträgt rund 11 Kilometer, in west-östlicher Richtung etwa 7 Kilometer.
Mit 161 Einwohnern je Quadratkilometer ist Wiesmoor im Vergleich zu vielen anderen Städten nur dünn besiedelt, was auch im innerostfriesischen Vergleich gilt: So betragen die Vergleichswerte für Leer 497, für Emden 460 Einwohner je Quadratkilometer, für Norden 241 und für Aurich 206 Einwohner je Quadratkilometer. Die Einwohnerdichte bleibt auch knapp unter der allgemeinen niedersächsischen Bevölkerungsdichte von 168 Einwohner/Quadratkilometer, sehr deutlich hingegen unter dem bundesrepublikanischen Durchschnitt (230 Einwohner/Quadratkilometer).

### Geologie

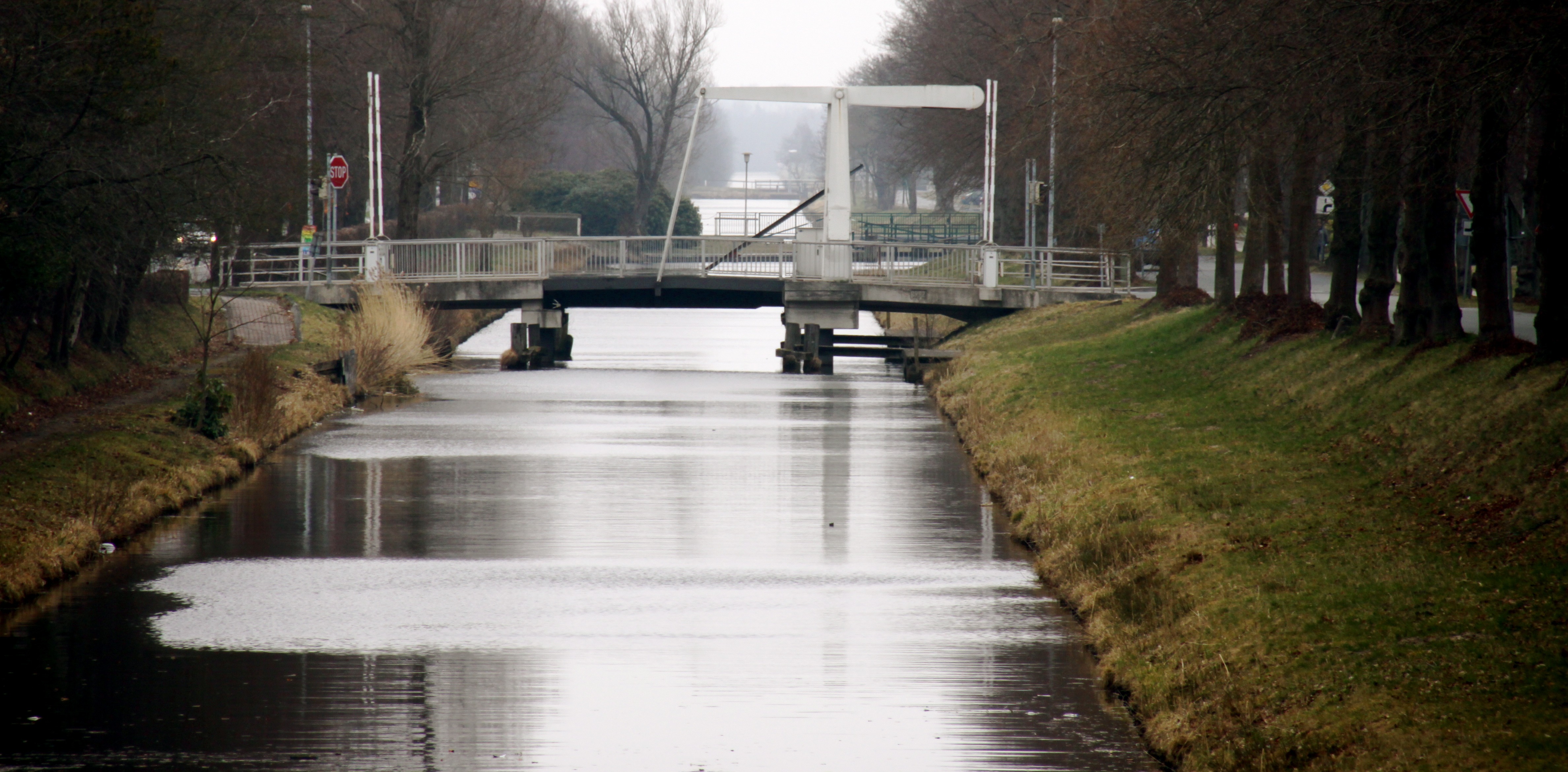
Der Nordgeorgsfehnkanal

Das gesamte Stadtgebiet Wiesmoors liegt im mittleren Teil des Ostfriesischen Zentralhochmoores. Dieses Moor liegt auf einem Höhenrücken, dem Oldenburgisch-Ostfriesischen Geestrücken, der von Nordwest nach Südost verläuft. Früher verlief es in etwa vom Osten des heutigen Aurich und dem Nordwesten der Gemeinde Friedeburg über Großefehn und Wiesmoor bis in die Gemeinde Uplengen im Landkreis Leer und die Stadt Westerstede im Landkreis Ammerland. Es verband also das Collrunger Moor im Nordwesten mit dem Stapeler- sowie Spolsener Moor in südöstlicher Richtung.
Im Lauf der letzten Jahrtausende wurde das Moor nach der Saale-Eiszeit über der Grundmoräne gebildet und wies um 1900 Torfschichten bis zu acht Meter auf. Unter der Sanddecke der Geest findet man bereits nach kurzem Graben in geringer Tiefe eine kalkhaltige Lehmschicht, zumindest an einigen Stellen. Noch zu Beginn des 20. Jahrhunderts dehnte sich das Moor hier auf einer Fläche von 100 Quadratkilometer aus. Der Großteil davon wird heute von der Stadt Wiesmoor bedeckt. In den Stadtrandgebieten befinden sich bis heute vereinzelte kleine Hochmoorflächen, die wenig vom Stadtausbau berührt wurden.
An einzelnen Stellen des heutigen Stadtgebietes flossen querab Bäche und andere Rinnsale vom Geestrücken, die Flussablagerungen der Niederterrasse hinterlassen haben, die aus Sand und Kies bestehen. Nur an einer Stelle des Stadtgebietes finden sich Sande und Flugsande der Weichsel-Kaltzeit, die den Untergrund der ältesten Schichten bilden. Dabei handelt es sich um jenen schmalen Streifen, auf dem in früheren Jahrhunderten ein schmaler Weg im sonst schwer passierbaren Moor verlief und auf dem sich heute die Bundesstraße 436 befindet.
Der Ort wurde auf einer Höhe von 10,6 bis 14 Meter über Normalnull angelegt. Nach der Entwässerung durch den Nordgeorgsfehnkanal liegt er heute durchschnittlich bei 11 Meter über Normalnull.

### Nachbargemeinden
Wiesmoor liegt zentral auf der ostfriesischen Halbinsel. Innerhalb des Landkreises Aurich ist Wiesmoor die Kommune im äußersten Südosten. Die Stadt ist neben Ihlow eine von zwei Kommunen im Landkreis Aurich, die an zwei Nachbarlandkreise bzw. einen anderen Kreis und eine kreisfreie Stadt grenzen. Im Osten grenzt die Stadt an die Gemeinde Friedeburg (Landkreis Wittmund), im Süden an die Gemeinde Uplengen (Landkreis Leer). Westlich von Wiesmoor liegt die Gemeinde Großefehn, nördlich der Auricher Stadtteil Brockzetel (beide Landkreis Aurich). Wiesmoor ist wegen der Lage im äußersten Südosten des Landkreises die Kommune mit den wenigsten Nachbargemeinden innerhalb des Kreises Aurich.

### Stadtgliederung und Eingemeindungen
Wiesmoor besteht aus der Kernstadt (Wiesmoor Mitte) und zehn weiteren Stadtteilen. Es handelt sich dabei um (im Uhrzeigersinn beginnend im Norden): Marcardsmoor, Wiesederfehn (beide eingemeindet 1972), Mullberg, Rammsfehn, Hinrichsfehn (alle 1951), Zwischenbergen, Voßbarg (beide 1972), Auricher Wiesmoor II, Wilhelmsfehn II und Wilhelmsfehn I (alle 1951).

### Klima
Wiesmoor liegt in der gemäßigten Klimazone. Das Stadtgebiet steht generell im Einfluss der Nordsee. Im Sommer sind die Tagestemperaturen tiefer, im Winter häufig höher als im weiteren deutschen Binnenland. Das Klima ist insgesamt von der mitteleuropäischen Westwindzone geprägt.
Klimatisch besondere Verhältnisse herrschen hingegen in den Hochmoor-Gebieten, die große Teile des Stadtgebietes ausmachen. Wegen der Untergrundverhältnisse in einem Regenmoor sind die Temperaturunterschiede zwischen Tag und Nacht extrem. Im Sommer kann es tagsüber zu sehr hohen Temperaturen am Boden kommen, so dass durch Selbstentzündung Moorbrände entstehen können. Zudem sind Moorgegenden sehr viel nebelintensiver als die Umgebung.
Nach der effektiven Klimaklassifikation von Köppen befindet sich Wiesmoor in der Einteilung Cfb.
- Klimazone C: Warm-Gemäßigtes Klima
- Klimatyp Cf: Feucht-Gemäßigtes Klima
- Klimauntertyp b: warme Sommer

Die nächstgelegene Wetterstation befindet sich in der knapp 18 Kilometer entfernten Stadt Aurich (Entfernung von Stadtkern zu Stadtkern), die sehr ähnliche klimatische Bedingungen aufweist. Die Werte der Klimatabelle der dortigen Station beziehen sich auf das langjährige Mittel der Jahre 1961 bis 1990:
|                        | Jan  | Feb  | Mär  | Apr  | Mai  | Jun  | Jul  | Aug  | Sep  | Okt  | Nov  | Dez  |   |       |
| Mittl. Temperatur (°C) | 1,0  | 1,3  | 3,7  | 6,9  | 11,5 | 14,6 | 16,0 | 15,9 | 13,2 | 9,6  | 5,2  | 2,2  | ⌀ | 8,5   |
|                        |      |      |      |      |      |      |      |      |      |      |      |      |   |       |
| Niederschlag (mm)      | 66,6 | 43,1 | 57,9 | 48,2 | 57,8 | 83,8 | 82,1 | 78,6 | 76,6 | 76,2 | 84,4 | 74,3 | Σ | 829,6 |
|                        |      |      |      |      |      |      |      |      |      |      |      |      |   |       |
| Sonnenstunden (h/d)    | 1,19 | 2,29 | 3,32 | 5,33 | 6,83 | 6,63 | 6,06 | 6,25 | 4,4  | 2,96 | 1,56 | 0,93 | ⌀ | 4     |

|  |

|  |

|  |

|  |

|  |

|  |

|  |

|  |

|  |

|  |

|  |

|  |

|  |

|  |

|  |

|  |

|  |

|  |

|  |

|  |

|  |

|  |

|  |

|  |

## Geschichte

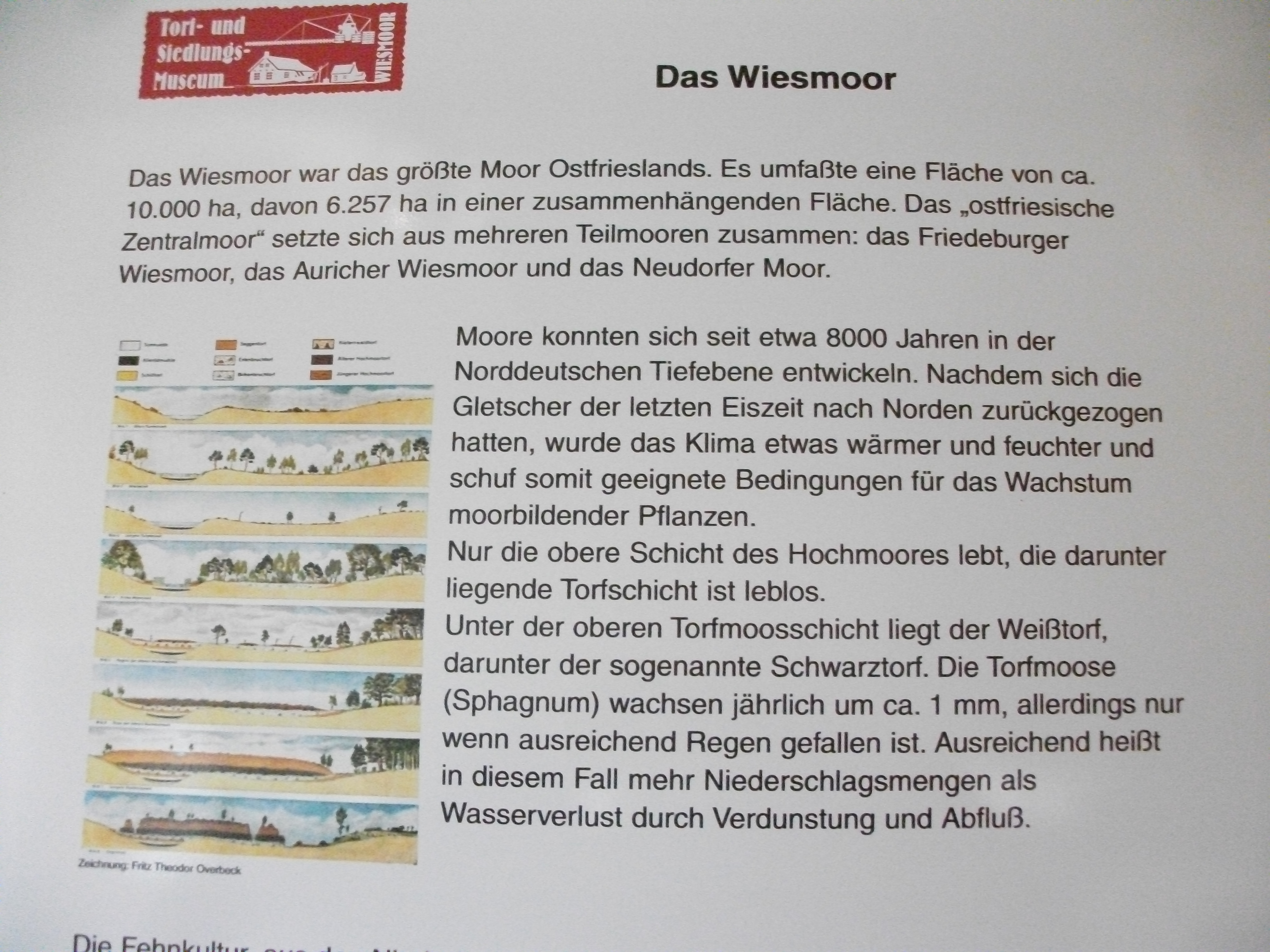
Torf- und Siedlungsmuseum Wiesmoor, Infotafel Das Wiesmoor

Der Großteil des Gebiets der heutigen Stadt Wiesmoor sowie angrenzende Teile von Nachbargemeinden waren bis zu Beginn des 20. Jahrhunderts unwegsames Hochmoorgebiet, das sich als Ostfriesisches Zentralhochmoor auf einer Fläche von 241 Quadratkilometern ausdehnte. Das heutige Stadtgebiet blieb lange völlig unbesiedelt, selbst Wege in der frühgeschichtlichen Zeit werden bislang nur vermutet. Eine Besonderheit ist somit, dass die ersten dauerhaften Siedlungen erst in der zweiten Hälfte des 18. Jahrhunderts entstanden. Eine weitere Besonderheit besteht darin, dass die heute an der Peripherie gelegenen Ortsteile die ersten waren, die besiedelt wurden, während der heutige Stadtkern eine der jüngsten Siedlungen in dem Moorgebiet ist.

### Vereinzelte Funde
Früheste Belege für die Anwesenheit von Menschen sind eine Steinaxt der Jungsteinzeit und ein Tongefäß der vorrömischen Eisenzeit, die in Marcardsmoor entdeckt wurden. Sie werden nicht als Hinweise auf eine dauerhafte Besiedelung gewertet. Möglicherweise sind sie als Mooropfer zu interpretieren. Im Moor bei Wilhelmsfehn wurde ein Halsring gefunden, der auf die Zeit um 700 v. Chr. datiert wird. Die Fundumstände, die zur Entdeckung eines Bronzebeils führten, sind ungeklärt, da es 1999 im Sperrmüll in Ostgroßefehn entdeckt wurde. Es wird auf die mittlere Bronzezeit datiert. Nachforschungen der Ostfriesischen Landschaft ergaben, dass das Beil wahrscheinlich vom ersten Finder in den 1950er Jahren auf einem genossenschaftlichen Grundstück in Wiesmoor beim Abtorfen entdeckt worden ist. Das Beil wird zu den nordwesteuropäischen Absatzbeilen mit Hängebogen- und Y-Zier gezählt und ist als solches ein bisher einzigartiger Fund in Ostfriesland. Im Ergebnis weiterer Untersuchungen zeigte sich, dass es sich bei dem Beil wohl um einen Fehlguss handelt, der im Moor entsorgt wurde.

### Moorkolonisierung von 1633 bis 1878
Im Jahre 1633 begann im Westen des Ostfriesischen Zentralhochmoors die Fehnkolonisation in Westgroßefehn (heute Gemeinde Großefehn). Diese Fehnkolonie berührt zwar nicht das heutige Stadtgebiet, ist aber insofern von Bedeutung, als die heutigen Stadtteile Wilhelmsfehn I und II die östlichen Fortsetzungen der Großefehntjer Kolonien sind.

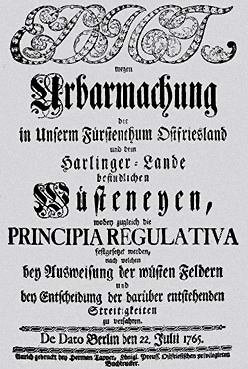
Urbarmachungsedikt

Nach 1744 kam Ostfriesland durch eine Exspektanz an Preußen. Friedrich der Große zeigte großes Interesse an der Kultivierung bislang ungenutzter Landstriche, wobei er vor allem fiskalische Interessen im Blick hatte. So wurden in Ostfriesland sowohl neue Polder eingedeicht als auch neue Kolonien im Moor angelegt. Grundlage war das Urbarmachungsedikt von 1765, das alle noch nicht örtlichen Bauern gehörenden Moorflächen in den Besitz des Staates übereignete.
In den folgenden Jahrzehnten entstanden in Ostfriesland etwa 80 neue Moorkolonien, davon drei auf dem heutigen Stadtgebiet. Es handelt sich dabei um Voßbarg (1780), Wiesederfehn (1796) und Zwischenbergen (1810), wobei letzteres bereits zu einem Zeitpunkt angelegt wurde, als Ostfriesland nicht mehr preußisch war, sondern infolge der Napoleonischen Kriege zum Königreich Holland gehörte. Dabei wurden Voßbarg und Zwischenbergen von (Süd-)Westen aus besiedelt, Wiesederfehn von (Nord-)Osten aus. Die Besiedlung des Wiesmoors erfolgte also aus dem Bereich der Ämter Aurich (Westen) und Friedeburg (Osten).
Voßbarg (plattdt.: Fuchsberg) wurde ab 1780 vom ersten Kolonisten namens Rencke Janßen besiedelt, der aus Strackholt, dem nächstgelegenen Bauerndorf stammte. Einen Antrag auf Zuteilung eines Kolonats stellte er bereits zwei Jahre zuvor, musste sich aber zunächst mit den Strackholter Bauern über die genauen Grenzen des zugeteilten Lands einig werden. Ein Feldmesser namens von Northeim maß schließlich das erste Kolonat aus und nutzte dabei urkundlich erstmals den Namen Wiesmoor für das angrenzende Hochmoorgebiet: „[…] habe ich dem Rencke Janßen zu Strackholt ein Stück Heidefeld auf dem Wies-mohrer Feld zugemeßen, ostwärts gränzet es an das Wies-mohr […]“. In den folgenden Jahren folgten weitere Kolonisten dem Pionier Rencke Janßen; zumeist stammten sie aus den umliegenden Dörfern oder nahe gelegenen Fehnkolonien.
Die Gründung Wiesederfehns erfolgte durch eine Gruppe von Siedlern, die sich vergeblich um die Zuteilung eines Kolonats in Voßbarg bemüht hatten. Beim Amtmann in Friedeburg hatten sie Erfolg. Die Zumessung eines Grundstücks, ebenfalls durch den Geodäten von Northeim, erfolgte 1797. Weitere Siedler schlossen sich 1800 an. Die ersten Siedler von Wiesederfehn profitierten davon, dass sie nicht nur Landwirtschaft betrieben, sondern auch eine Absatzquelle für Torf hatten, den sie in größerem Umfang abbauten. Das Brennmaterial fand in Wittmund und Jever seine Abnehmer.
Um 1800 wurde ein Weg von Voßbarg nach Wiesederfehn durch das Wiesmoor geplant, der schließlich auch angelegt wurde. Es handelte sich dabei um einen Sandweg, der an geeigneten Stellen auf dem Moor angelegt wurde und in etwa der Vorläufer der heutigen Bundesstraße 436 ist. Für die Benutzung des Weges, der die Strecke zwischen dem südlichen Auricher Amt und dem Amt Friedeburg erheblich verkürzte, wurde ab 1804 Wegegeld erhoben. Mit dem Wegegeld wurden die nicht unerheblichen Unterhaltungskosten für einen Weg quer durchs Moor beglichen. Für das Jahr 1805 wird ein Voßbarger Einwohner namens Heere Heeren genannt, der für die Entrichtung des Wegegeldes an der Zollschranke verantwortlich war. Zeitweise war mit der Aufgabe der Zollerhebung auch eine Schankerlaubnis verbunden.
Die dritte Moorkolonie auf dem heutigen Stadtgebiet war Zwischenbergen, so genannt aufgrund der Tatsache, dass es zwischen den Erhebungen Voßbarg und Windbarg lag, die sich beide etwa vier bis fünf Meter aus der sonst recht flachen Landschaft erhoben. Die Zwischenberger Siedler verfügten über nur wenig Land (die ersten Kolonate maßen vier bis sechs Diemat), so dass Zwischenbergen in den folgenden Jahrzehnten mehr noch als Voßbarg und Wiesederfehn von Armut betroffen war, weil die Ernährungsgrundlage nicht ausreichte.

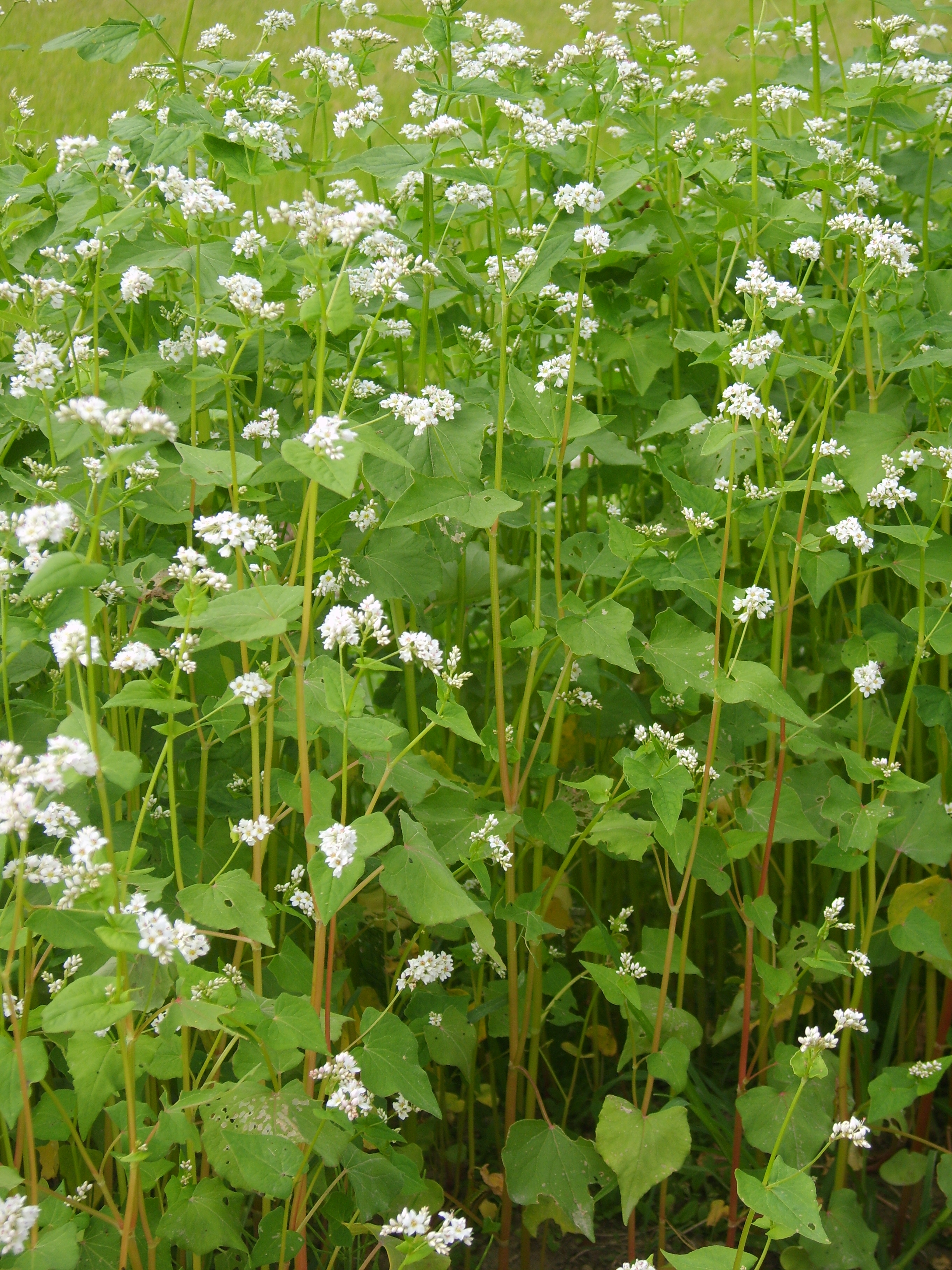
Nahrungsgrundlage der ersten Moorsiedler: Echter Buchweizen (Fagopyrum esculentum)

Landwirtschaftliche Grundlage der Moorkolonien war die Moorbrandkultur. Dabei wurden im Sommer kleine Gräben angelegt, um ein Stückchen Moor zu entwässern. Im Herbst wurde das Moor in Schollen gehackt, die im Winter durchfroren und im darauffolgenden Frühjahr geeggt wurden. Im späten Frühjahr zündeten die Kolonisten die solcherart bearbeiteten Moorflächen an und legten Samen von (zumeist) Buchweizen in die Asche. Buchweizen wächst sehr schnell und konnte demnach nach wenigen Wochen geerntet werden. Der Buchweizen, ein Knöterichgewächs, wurde im Anschluss verarbeitet. Angebaut wurden auch Kartoffeln, Roggen und Hafer.
Der Moorboden wurde durch diese Form der Bearbeitung allerdings nach einigen Jahren ausgelaugt, so dass die Erträge sanken. Eine Ausnahme bildete die Bodenbearbeitung in Wiesederfehn, da die dortigen Kolonisten zunächst Torf abgruben und den Boden erst hernach bearbeiteten. In den Moorkolonien stellte sich daher in den nächsten Jahrzehnten nach dem Beginn der Kolonisierung große Armut ein. Viele Kolonisten, vor allem in Voßbarg und Zwischenbergen, suchten sich Arbeit in den nahe gelegenen aufstrebenden Fehnkolonien wie Großefehn. Für andere blieb die Auswanderung, vor allem nach Amerika, die Alternative. Dementsprechend stagnierten die Bevölkerungszahlen oder verringerten sich sogar. Die Einwohnerzahl Voßbargs ging beispielsweise von 394 (1848) auf 314 (1871) zurück.
Nach zwei aufeinanderfolgenden Missernte-Jahren 1867 und 1868 setzte die preußische Regierung eine Kommission „zur Hebung der Zustände in den Moorkolonien Ostfrieslands sowie zur besseren Nutzbarmachung der fiskalischen Moore“ ein. Diese machte Vorschläge, wie die Kolonisierung nachhaltiger zu bewerkstelligen sei, von denen zumindest einige umgesetzt wurden. Das betraf vor allem ein Verbot der weiteren Zuwanderung in Moorkolonien, zum anderen die Vergrößerung der Kolonate, damit die Kolonisten auf einer breiteren wirtschaftlichen Basis arbeiten konnten.
Die Kommission schlug zudem vor, neue Kanäle zu bauen, um das Moor besser zu entwässern. Das wurde in den folgenden Jahren umgesetzt, und so entstand 1878 nicht nur der Voßbargkanal, der den Ort an das überörtliche Wasserstraßennetz anschloss. Am östlichen Ende der bereits bestehenden Fehnsiedlungen Ostgroßefehn und Spetzerfehn wurden durch Vorantreiben der Kanäle weitere Kolonien erschlossen: Wilhelmsfehn I und II sowie Auricher Wiesmoor II.

### Fehnsiedlung und Deutsche Hochmoorkultur (1878 bis 1906)

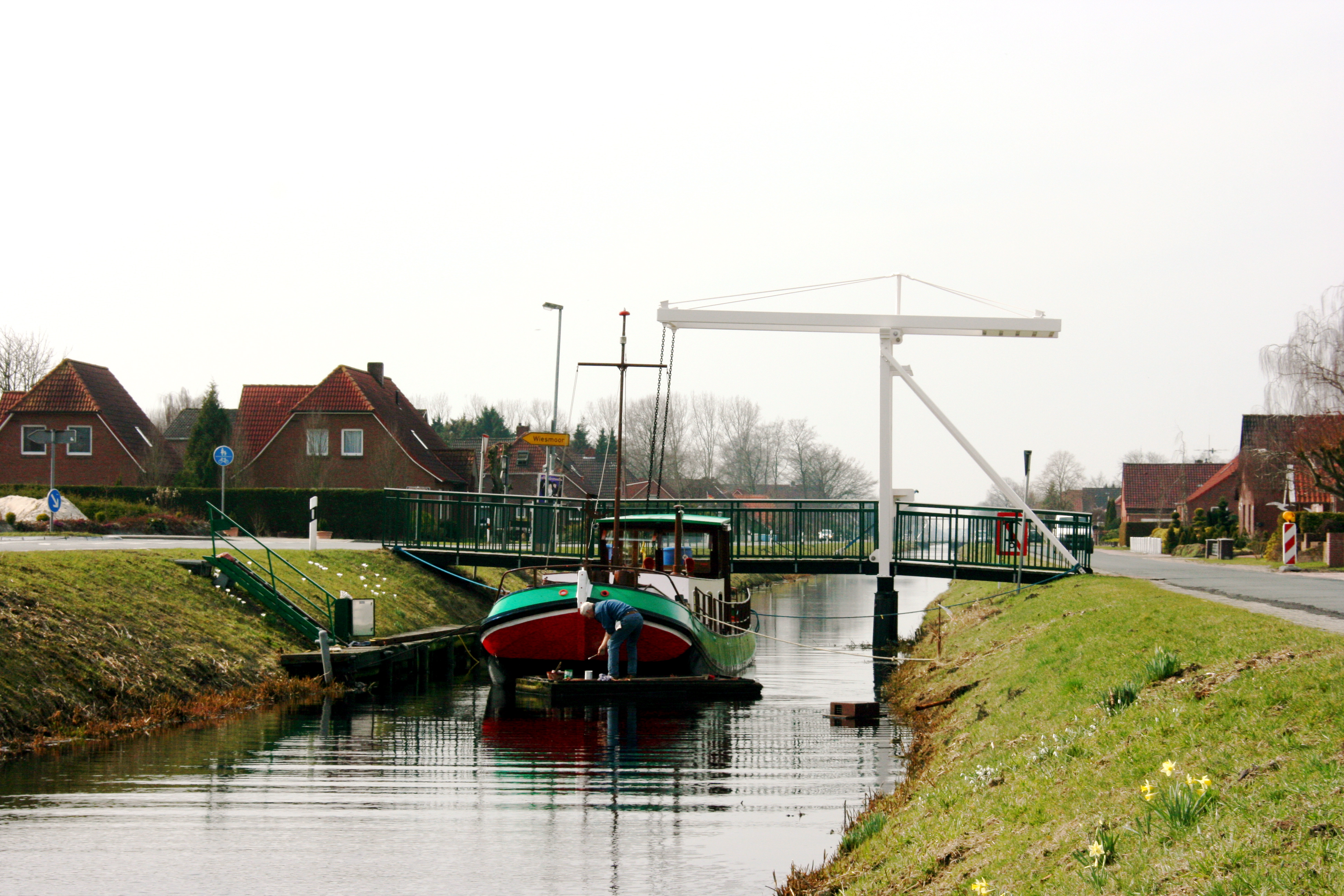
Fehnkanal in Wilhelmsfehn

Wilhelmsfehn I und Wilhelmsfehn II wurden von der Großefehngesellschaft bzw. der Spetzerfehngesellschaft angelegt und nach Kaiser Wilhelm I. benannt. Das Auricher Wiesmoor II hingegen wurde als staatliche Fehnsiedlung von Preußen angelegt. Im Jahre 1890 wurde es eine selbstständige politische Gemeinde.
Wilhelmsfehn I ist die letzte Erweiterung des Gebietes, das die Großefehn-Gesellschaft kultivierte. Sie erhielt 1878 den Zuschlag zur Abtorfung und anschließenden landwirtschaftlichen Nutzung von 400 Moordiemat Land, was recht genau 400 Hektar entsprach. Der Haupt-Fehnkanal wurde ostwärts ins Moor getrieben. Erstmals wurden danach von der Großefehn-Kompagnie auch sogenannte Inwieken, also Seitenkanäle angelegt, an denen Kolonisten siedeln konnten. Die Interessenten verpflichteten sich, neben der Entwässerung ihres Stückes Moor zur Anlegung von Wegen an den Wieken. Außerdem mussten sie einen Beitrag zur Unterhaltung der Entwässerungsanlagen wie Schleusen zahlen. Wer in Wilhelmsfehn I siedeln wollte, musste demzufolge bereits einiges Geld investieren können. Die Besiedlung erfolgte erst Jahre nach der Anlegung der Fehnkanäle, der erste der Siedler war ein Mann namens Gerhard Schoone, der 1888 ein Stück Land zur Untererbpacht in Besitz nahm. Vier Jahre später zählte die Siedlung vier Häuser, erst danach kam ein zügigerer Ausbau in Gang. 1904 wohnten in 27 Häusern 104 Menschen. Sie lebten nur teils von der Landwirtschaft, sondern verschifften zumeist den abgegrabenen Torf in die Stadt Emden und in die Krummhörn.
Wilhelmsfehn II war das letzte Siedlungsvorhaben der Spetzerfehn-Gesellschaft, die dort 300 Hektar Moor vom Staat pachtete und an Untererbpächter weiterverpachtete. Um den Ausbau der Siedlung zügig zu bewerkstelligen, wurden die Kolonate bewusst klein gehalten, eine rein landwirtschaftliche Nutzung damit erschwert. Auch in Wilhelmsfehn II wurde Torf abgebaut und verschifft. Allerdings litten die Schiffer dieser beiden Fehne unter der relativ größeren Entfernung zu den Hauptabsatzgebieten im Vergleich zu den älteren Großefehntjer Siedlungen. Diesen wirtschaftlichen Nachteil konnten sie nicht wettmachen, so dass sie sich in den folgenden Jahrzehnten anderweitig Arbeit suchen mussten.
Das etwa 1800 Hektar große Auricher Wiesmoor II hatte als staatliche Gründung den Vorteil, dass die Fehnkanäle zügig angelegt wurden. Viele Kolonate wurden von Alteingesessenen aus Großefehn und Spetzerfehn für ihre Kinder erworben. Bereits 1885 hatte Auricher Wiesmoor II 53 Einwohner, 15 Jahre später waren es 118. Auch der Viehbestand nahm schnell zu, was an der im Vergleich zu den Wilhelmsfehnen größeren Kolonatsfläche lag.

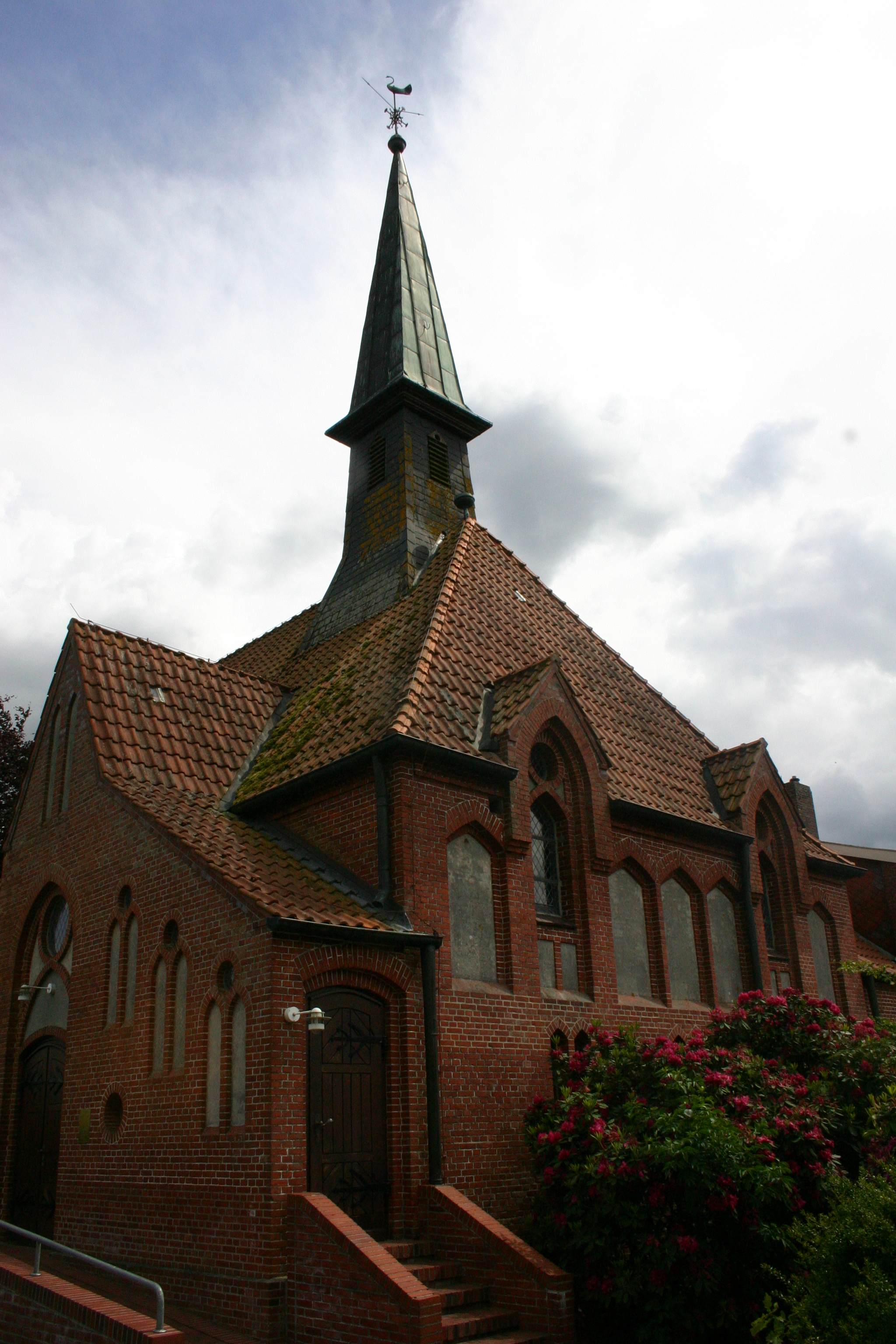
Kreuzkirche Marcardsmoor von 1907, das älteste Kirchengebäude der Stadt

Die nächste Stufe der Moorkolonisierung erfolgte im heutigen Stadtteil Marcardsmoor in Gestalt der Deutschen Hochmoorkultur. Federführend war die 1876 eingerichtete Moor-Versuchsstation in Bremen. Die Deutsche Hochmoorkultur verzichtete auf Moorbrand einerseits und auf den Abbau des Torfes andererseits, übernahm von der Fehnkultur jedoch die gründliche Entwässerung des fraglichen Moorgebietes. Nach der Zuwegung wurden die Flächen gepflügt und geeggt und anschließend mit dem inzwischen entdeckten Kunstdünger gedüngt. Die Erfindung des Kunstdüngers war wesentliche Voraussetzung für die erste ostfriesische Siedlung, die nach der Deutschen Hochmoorkultur angelegt wurde. Der Bau des Ems-Jade-Kanals von Emden nach Wilhelmshaven in den Jahren 1880 bis 1888 war die andere. Südlich des Kanals wurde nach 1890 eine Fläche von 2100 Hektar urbar gemacht. Gedüngt wurde mit Kainit ebenso wie mit Chilesalpeter und Thomasmehl. Die Siedler wurden zuvor einer gründlichen Prüfung unterzogen und mussten Erklärungen unterschreiben, welche Arbeitsleistungen ebenso beinhalteten wie Abgaben. Der Staat blieb Eigentümer der Flächen, was jedoch dazu führte, dass die Bindung der Kolonisten an ihre Scholle geringer blieb als wenn sie Eigentümer gewesen wären. Benannt wurde die Kolonie 1892 nach dem Staatssekretär im preußischen Innenministerium, von Marcard, der sich für die Moorkolonisation eingesetzt hatte. Die Einwohnerzahl stieg von 32 (1890) über 266 (1900) auf 391 (1910). Nach 1900 wurde sukzessive die Infrastruktur ausgebaut, mit Gemeindehaus, Krankenstation und Apotheke und schließlich auch einer Kirche (1907), die damit die älteste im Stadtgebiet ist. Nach anfänglicher ackerwirtschaftlicher Nutzung des Bodens gingen die Siedler später mehr und mehr zur Grünlandwirtschaft über, da sie erkannten, dass der Boden dafür trotz intensiver Düngung besser geeignet war. Zudem waren die Siedlerstellen zwar ausreichend bemessen, um Ackerbau zu betreiben, jedoch reichte die Arbeitskraft einer Familie nicht für die Bestellung des gesamten Bodens, weshalb vor dem Ersten Weltkrieg und während des Krieges auch Strafgefangene und Kriegsgefangene zur Arbeit eingesetzt wurden.

### Die Anfänge Wiesmoors
Am Anfang des 20. Jahrhunderts entstanden Pläne, den verbliebenen Rest des auf die Landkreise Aurich und Wittmund verteilten Gebiets industriell abzutorfen. Im Gegensatz zu den Fehngebieten, die fast ausnahmslos mit Hacke und Spaten und durch menschliche Muskelkraft entstanden, sollten in Wiesmoor schwere Maschinen zum Einsatz kommen. Dazu gehörten von Anbeginn neue technische Errungenschaften wie Lokomobilen, die auch auf dem moorigen Untergrund genügend Standfestigkeit hatten, und Eimerkettenbagger sowie weitere Bagger.
Treibende Kraft zu diesem Plan war der preußische Geheime Rat und spätere Staatssekretär Eberhard Ramm aus dem Ministerium für Landwirtschaft, Domänen und Forsten, nach dem später der Stadtteil Rammsfehn benannt wurde. Er überzeugte den Industriellen Carl Friedrich von Siemens von dem Projekt, das Gebiet abzutorfen und ein Torfkraftwerk zu errichten. Als Standort wurde nach Probebohrungen ein Standort im heutigen Stadtkern von Wiesmoor, an dem damals noch unzureichend ausgebauten Sandweg von Strackholt nach Wiesede ausgewählt. Aus wirtschaftlichen Gründen kam der reine Torfabbau und die Verfeuerung anderenorts nicht in Frage.

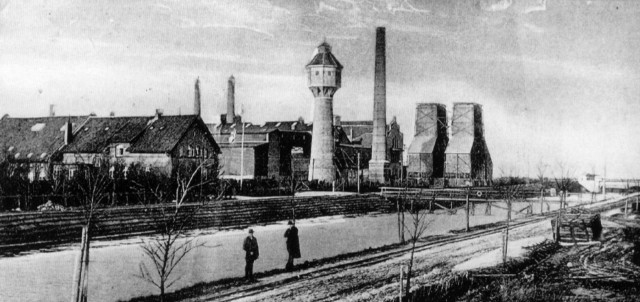
Torfkraftwerk Wiesmoor um 1910

Technisches Hindernis war, wie bei allen Moorkolonisierungsvorhaben, die Entwässerung des Gebietes. Der bereits 1891 bis Neudorf (Gemeinde Uplengen), heute unmittelbar südlich der Wiesmoorer Stadtgrenze gelegen, vorangetriebene Nordgeorgsfehnkanal sollte dazu bis zum Ems-Jade-Kanal verlängert werden und das Rückgrat der Entwässerung bilden. Erst später kam als weitere Funktion die Herstellung einer Wasserstraßenverbindung hinzu. 1906 wurde auf dem heutigen Stadtgebiet mit dem Bau des Kanals begonnen, der Lückenschluss zog sich jedoch bis 1922 hin.
Während zu Beginn nur Fachleute und Strafgefangene zum Einsatz kamen, siedelten 1907 die ersten weiteren Einwohner im unerschlossenen Wiesmoor an. 1909 wurde die Überlandzentrale – das Torfkraftwerk Wiesmoor – nach zweijähriger Bauzeit in Betrieb genommen. Es wurde von den Siemens Elektrischen Betrieben eröffnet und 1926 von den Nordwestdeutschen Kraftwerke AG (NWK) übernommen. Das Kraftwerk versorgte große Gebiete zwischen Ems und Unterelbe mit Strom, nachdem die entsprechenden Stromleitungen errichtet worden waren. Erster Betriebsdirektor war Knud Nielsen, nach dem später der Nielsen-Park im Stadtgebiet benannt wurde.
Neue Siedler zogen aus den umliegenden Dörfern nach Wiesmoor, darunter auch solche aus den erst nach 1878 angelegten neuen Fehngebieten. Der Bau und Betrieb des Kraftwerks und der dazu nötige Torfabbau versprachen dauerhafte Arbeitsstellen. Sichtbares Zeichen des Wachstums war der Bau einer ersten Schule, der 1913 fertiggestellt wurde. Die Einwohnerzahl Wiesmoors stieg von 151 im Jahre 1914 über 383 (1919) auf 686 (1923).
Während des Ersten Weltkriegs wurden Kriegsgefangene für verschiedene Arbeiten eingesetzt, unter anderem legten sie einen Friedhof an. Hintergrund war ein Mangel an Torfarbeitern, die zum Militär eingezogen worden waren. Zugleich stieg der Strombedarf vor allem im Kriegshafen Wilhelmshaven, weshalb über den Ems-Jade-Kanal zeitweise auch Kohle angeliefert und im Kraftwerk mitverfeuert wurde.

### Weimarer Republik und Nationalsozialismus

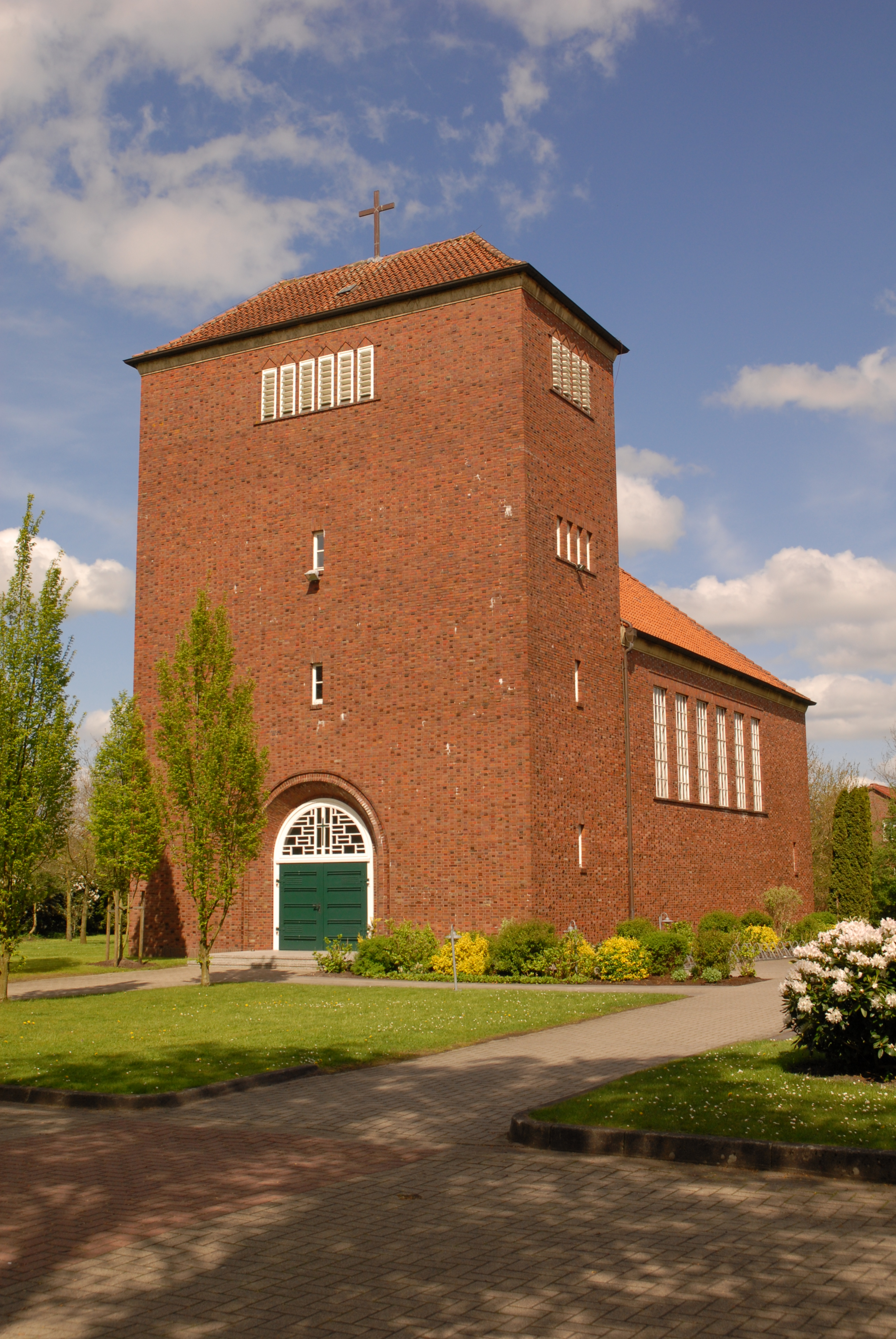
Friedenskirche Wiesmoor, erbaut 1929/30

Der Domänenfiskus stellte die Abtorfung 1921 ein, das wurde ebenfalls von der NWK unter ihrem Direktor Jan Hinrichs übernommen, nach dem heute ebenfalls ein Stadtteil benannt ist: Hinrichsfehn. Auf den abgetorften Flächen wurden zunächst in Staatsregie Gemüse und Gartenpflanzen angebaut. Die im Torfkraftwerk entstandene Abwärme wurde ab 1925 dafür genutzt, Treibhäuser zu wärmen. Treibende Kraft hinter diesem Plan war Direktor Hinrichs. Mit einer Unterglas-Fläche von 30 Morgen (etwa 75.000 Quadratmeter) entstanden die damals größten Treibhausanlagen Europas. Die Zahl der NWK-Mitarbeiter (inklusive Torfstecherei) betrug 608. Bis 1937 stieg sie auf 745, davon 125 in der Gärtnerei. Die ersten Baumschulen wurden in den Jahren 1926 und 1928 im heutigen Hinrichsfehn ins Leben gerufen, gehörten jedoch im Gegensatz zum Gemüseanbau nicht direkt der NWK an.
Die Gemeinde Wiesmoor wurde nach Auflösung des Gutsbezirks Friedeburger Wiesmoor am 1. Juni 1922 gegründet, desgleichen die ebenfalls aus dem Gutsbezirk herausgelöste Gemeinde Mullberg. In den 1920er Jahren wurde der zwölf Hektar große Nielsen-Park angelegt, der damit zu den größten Parkanlagen Ostfrieslands zählte. Eine (lutherische) Kirche am Nordgeorgsfehnkanal wurde in den Jahren 1929/1930 errichtet, es war der erste Kirchenbau im Kernstadtgebiet. Während es bereits 1908 eine erste Postdienststelle gab, siedelte sich die erste Bank (Sparkasse) erst 1924 an. Der weitere Zuzug von Arbeitern führte in den frühen 1930er Jahren zum Anlegen einer weiteren Siedlung im Süden des heutigen Stadtgebiets, Rammsfehn.
Sozialdemokratische Ortsvereine sind für den 1. Mai 1919 in Wiesmoor und Voßbarg nachgewiesen, im Kernort zudem seit 1919 eine Ortsgruppe der KPD. Die Sozialdemokraten spielten besonders im Kernort Wiesmoor eine bedeutende Rolle bis in die Endphase der Weimarer Republik. Bei den Wahlen zur preußischen Landesversammlung 1919 hatten sie in Wiesmoor eine ihrer wenigen Hochburgen im Landkreis Wittmund und erzielten die absolute Mehrheit der abgegebenen Stimmen, bei den Reichstagswahlen 1920 erhielten sie 41,1 Prozent. Bei der ersten Reichstagswahl 1924 (Mai) konnte die SPD im Kernort 50 Prozent der Wählerstimmen erringen, der Völkische Block kam auf 23,7 Prozent. Im damals noch selbstständigen Marcardsmoor hingegen errangen die Völkischen rund 90 Prozent der Wählerstimmen, ähnlich wie in heute zu Friedeburg gehörenden Nachbargemeinden.
In der Zeit der Weimarer Republik stellte sich das politische Leben auf dem Gebiet der heutigen Stadt Wiesmoor sehr unterschiedlich dar. Während der Kernort selbst aufgrund des hohen Arbeiteranteils eine Hochburg von SPD und teils auch KPD war, konnten die Nationalsozialisten in einigen älteren Moorkolonien herausragende Ergebnisse erzielen, ähnlich wie es seinerzeit in den Nachbargemeinden Großefehn und Friedeburg der Fall war. Die erste Ortsgruppe der NSDAP im heutigen Stadtgebiet bildete sich 1930 in Wiesederfehn, im Februar 1932 schließlich folgte auch im sozialdemokratisch orientierten Kernort eine solche Ortsgruppe.
Bei den Wahlen bis 1933 setzte sich das fort. So erhielten die Sozialdemokraten bei den Reichstagswahlen 1928 in Wiesmoor 97 Stimmen gegenüber 52 für die rechtsradikalen Parteien, zu einem Zeitpunkt, an dem der Landkreis Wittmund in seiner Gesamtheit bereits die Hochburg der NSDAP in Ostfriesland war und im Reichsvergleich weit überdurchschnittliche Ergebnisse erzielte. Bei den Reichstagswahlen im September 1930 errangen die Sozialdemokraten 50,2 Prozent im Kernort, im benachbarten, damals noch selbstständigen Mullberg erhielt die KPD 14,8 Prozent, einen der höchsten Anteile im Landkreis Wittmund. Die Reichstagswahlen im Juli 1932 erbrachten für die Nationalsozialisten erneute Stimmengewinne. Neben Marcarsmoor, wo sie bereits seit langem hohe Ergebnisse holten, waren sie auch im Stimmbezirk Friedeburger Wiesmoor überaus erfolgreich: Sie holten dort 100 Prozent. Selbst im Kernort Wiesmoor, der Torfarbeiter- und Kraftwerksgemeinde, errang die SPD nur noch eine Stimme mehr als die NSDAP.
Bei der Moorkultivierung wurden während der NS-Herrschaft Zwangsarbeiter und Dienstverpflichtete eingesetzt, in einem Falle auch freiwillige Kräfte. So bestand im Sommer 1935 ein Barackenlager in Wiesmoor, in dem etwa 50 arbeitslose Berliner Jugendliche untergebracht waren. Die Jugendlichen mussten zehn Wochen im Moor arbeiten und erhielten danach drei Tage frei, der Tageslohn betrug vier Reichsmark. Schon zuvor war von Arbeitslosen der Sportplatz in Wilhelmsfehn angelegt worden. Junge Frauen wurden ab 1940 vom Reichsarbeitsdienst zwangsverpflichtet, ein Barackenlager bestand in Marcardsmoor. Während des Krieges wurde auch in Wiesmoor ein Arbeitslager für ausländische Zwangsarbeiter eingerichtet. Das Lager wurde von deutschen Sicherheitskräften bewacht, dennoch entkamen am 30. Juni 1942 drei französische Kriegsgefangene, über deren weiteres Schicksal jedoch nichts bekannt ist.
Von Kampfeinwirkungen wurde Wiesmoor während des Zweiten Weltkriegs kaum in Mitleidenschaft gezogen. Außer einzelnen „verirrten“ Bombentreffern oder Notabwürfen wurden keine weiteren verzeichnet. Bei Kriegsende in Ostfriesland Anfang Mai 1945 wurde das heutige Stadtgebiet kampflos von kanadischen und polnischen Truppen besetzt.

### Nachkriegszeit – Die Großgemeinde entsteht
Nach dem Zweiten Weltkrieg wurden auf dem heutigen Stadtgebiet nicht nur Flüchtlinge aus den an Polen und die Sowjetunion abgetretenen Gebieten des Deutschen Reiches aufgenommen. Auch aus der „Sowjetischen Besatzungszone“, der späteren DDR, siedelten Menschen nach Wiesmoor über, darunter auch die Erfurter Blumenzuchtfirma Ernst Benary. Sie errichtete einen Saatzuchtbetrieb mit 20 Gewächshäusern und 40 Hektar Freilandfläche. Das kann als der Beginn Wiesmoors als Blumengemeinde angesehen werden. Zwischen 1946 und 1949 entstand eine weitere Torfarbeitersiedlung, die 1951 den Namen Hinrichsfehn erhielt, zu Ehren des Betriebsdirektors der NWK, der den Bau initiiert hatte. Es entstanden 63 einheitlich aussehende Häuser.
1952 fand das erste Blütenfest statt. In jener Zeit besuchten jährlich bereits etwa 40.000 Menschen die Gemeinde, und es entstanden Pläne zum Bau eines Moorbades, einer Freilichtbühne und zum Ausbau des Parks in eine Kuranlage – Anliegen, die zwar 1954 mit dem Bau der Freilichtbühne begannen, teils aber erst nach Jahrzehnten ihren Abschluss fanden. So wurde eine Blumenhalle erst 1969 errichtet.
Im Jahre 1951 wurde die Großgemeinde Wiesmoor gebildet. Die Gemeinden Wiesmoor und Mullberg sowie die Gutsbezirke Friedeburger Wiesmoor/nördlicher Teil und Friedeburger Wiesmoor Ost (alle aus dem Kreis Wittmund) sowie die Gemeinden Auricher Wiesmoor II und Wilhelmsfehn, der Gutsbezirk Wilhelmsfehn II und ein kleiner Teil der Gemeinde Voßbarg (alle aus dem Landkreis Aurich) wurden dazu zusammengefasst. Die Großgemeinde wurde nach teils heftiger politischer Diskussion komplett in den Landkreis Aurich integriert. Mit 51,64 Quadratkilometern war sie die flächengrößte Gemeinde Ostfrieslands und zählte 5.166 Einwohner. Der Landkreis Wittmund musste gegen seinen Willen per Gesetz die Gemeinde Wiesmoor und die angrenzenden Gebiete an den Landkreis Aurich abgeben, was durchaus dem Wunsch der dortigen Einwohner entsprach. Allerdings hatte alleine der Kernort Wiesmoor mit seinen Industriebetrieben zuletzt 14,7 Prozent der gesamten Kreisumlage des Landkreises Wittmund aufgebracht, die dieser nun entschädigungslos verlor.
Im Zuge der Vereinigung der Gemeinden wurde auch der Straßenbau erheblich verstärkt. So entstand 1952 die wichtige Straßenverbindung entlang des Nordgeorgsfehnkanals (heute Landesstraße 12) nach Remels, durch das seinerzeit noch die B 75 führte – mit Anbindung an Leer einerseits, vor allem aber Oldenburg andererseits. Der Ausbau der Hauptstraße von Strackholt nach Wiesede zur heutigen Bundesstraße 436 erfolgte bis 1961.

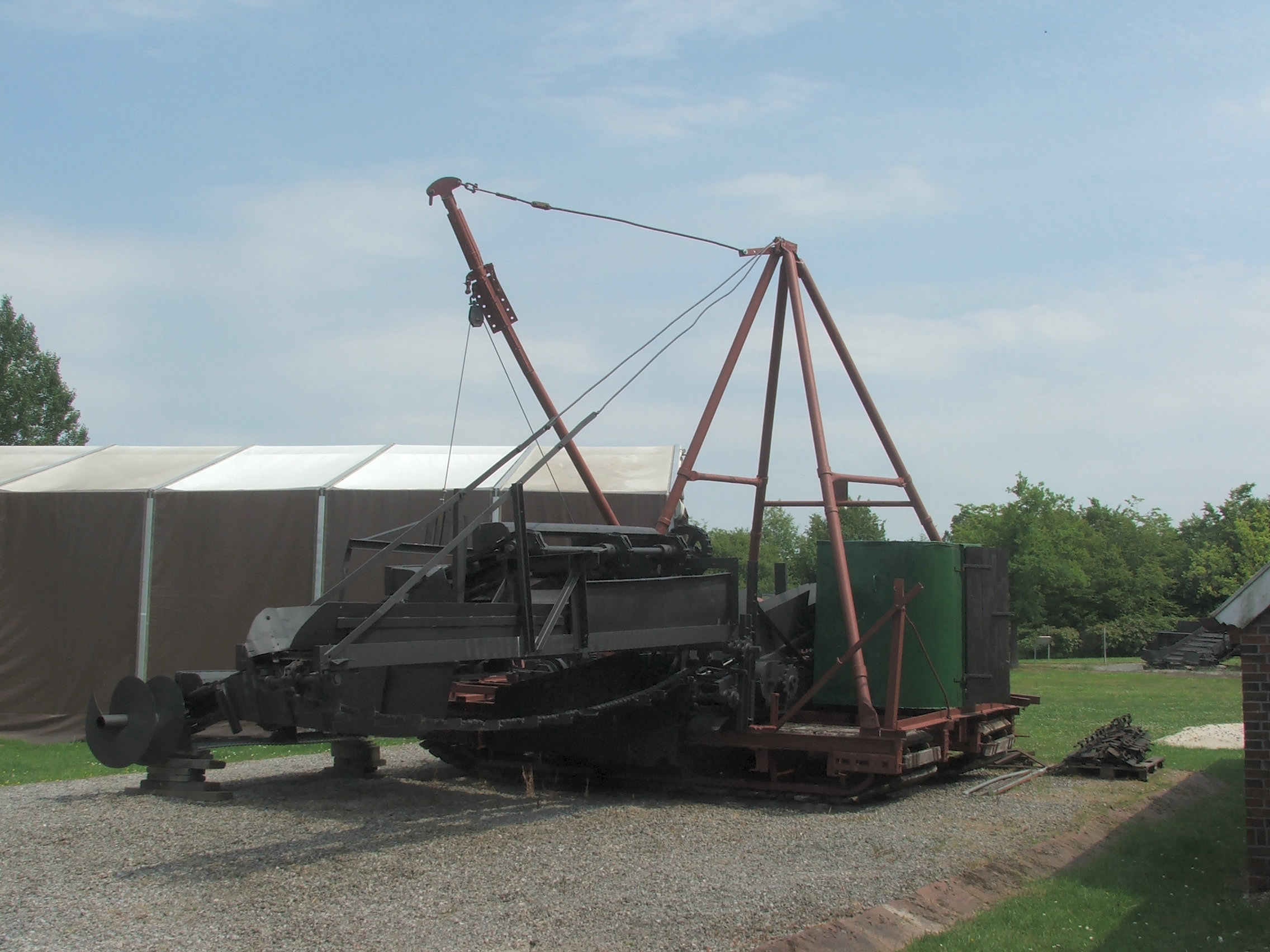
Bunkmaschine im Torfstich

1952 beschäftigte das Kraftwerk etwa 1.200 Arbeitnehmer und war damit im damals ansonsten industriearmen Landkreis Aurich der mit weitem Abstand größte industrielle Arbeitgeber. Etwa 120.000 Tonnen Torf wurden jährlich abgebaut und im Kraftwerk damit 100 Millionen Kilowattstunden Strom erzeugt. 60 Hektar Fläche wurden jährlich abgetorft und im Anschluss landwirtschaftlich genutzt. Weitere 200 Personen fanden in den angegliederten Gärtnereien der NWK Beschäftigung, deren Produkte wie Tomaten und Gurken bis in europäische Nachbarländer exportiert wurden.
Die Bedeutung Wiesmoors für den Landkreis Aurich, der damals noch aus dem Gebiet der heutigen Kommunen Aurich, Wiesmoor, Ihlow, Großefehn und Südbrookmerland bestand, wird dadurch ersichtlich, dass der Bürgermeister Wiesmoors als beratendes Mitglied dem Auricher Kreistag angehörte und dass der Landkreis die Zusage gab, „von der von Wiesmoor aufgebrachten Kreisumlage jährlich einen erheblichen Teil zum wirtschaftlichen und kulturellen Aufbau dieses Gebiets zu verwenden“.
Die Produktion von Strom aus Torf war jedoch zunehmend unrentabler geworden, weshalb die Nordwestdeutschen Kraftwerke die Torfproduktion 1964 einstellten. Um sowohl die Stromerzeugung als auch die Arbeitsplätze zu sichern, gab es ab 1962 Pläne der Norddeutschen Kraftwerke, in Wiesmoor ein Kernkraftwerk mit der Leistung von 40 MW zu errichten, welches das Torfkraftwerk ersetzen sollte. Die Leistung hätte bis 1970 auf 300 MW erweitert werden sollen. Mitte 1964 wurden diese Pläne allerdings eingestellt. Als Hauptursache gilt die mangelnde Rentabilität eines so kleinen Atomkraftwerks. Auch die Versorgung mit Kühlwasser wäre wegen der mangelnden Kapazität des Nordgeorgfehnkanals problematisch geworden. Dennoch gab es Pläne der VEBA für ein größeres Atomkraftwerk mit der Leistung von 600 MW. Ende 1965 gab die VEBA allerdings bekannt, dieses Atomkraftwerk mit noch größerer Kapazität an einem anderen Ort bauen zu wollen. Stattdessen wurde das 1964 abgerissene Torfkraftwerk durch ein Gasturbinenkraftwerk mit 25 MW ersetzt. Wirtschaftliche Erfolge hatte die Gemeinde jedoch einerseits durch den Ausbau des Fremdenverkehrs, womit Wiesmoor eine der ersten Binnenland-Gemeinden Ostfrieslands war, die explizit auf diese Branche setzte. In den 1960er Jahren kam es andererseits auch zur Ansiedlung weiterer Industriebetriebe, die jedoch in späteren Jahrzehnten ihre Produktion wieder einstellen mussten. Dazu gehörten kleinere Textilfabriken, darunter ein Zweigwerk des Herstellers Klaus Steilmann, sowie eines von drei ostfriesischen Zweigwerken (neben Leer und Norden) des Büromaschinenherstellers Olympia-Werke. Das 1950 von Heinrich Bohlen und Heinrich Doyen gegründete Fuhrunternehmen Bohlen und Doyen expandierte hingegen aus eigener Kraft durch den Aufbau neuer Geschäftsfelder und entwickelte sich im Laufe der Jahre zum heute größten privaten Arbeitgeber Wiesmoors.
Bis 1964 unbekannt war die dauerhafte Präsenz von Militär in Wiesmoor. In jenem Jahr bezog das Flugabwehrraketen-Bataillon 26 die neu gebaute Fehnkaserne im Süden Wiesmoors. Das Bataillon war Teil des Flugabwehrgürtels der NATO während des Kalten Krieges. Neben Luftwaffen-Angehörigen waren in der Kaserne amerikanische Soldaten stationiert, da in der Abgeschiedenheit Wiesmoors auch Atomwaffen gelagert wurden.

### Von 1972 bis heute
Bei der niedersächsischen Gebietsreform 1972 wurde der Raum Wiesmoor erneut (und bislang letztmals) verwaltungstechnisch neu geordnet. Ziel der Gebietsreform war die Senkung der Zahl von Kleinstgemeinden und die Schaffung von großflächigeren und leistungsstärkeren Gemeinden. Rund um Wiesmoor gab es noch vier Gemeinden, die mit Wirkung zum 1. Juli 1972 an Wiesmoor angeschlossen wurden. Das waren im Landkreis Aurich die Gemeinden Voßbarg und Zwischenbergen sowie im Landkreis Wittmund die Gemeinden Marcardsmoor und Wiesederfehn. Damit musste der Landkreis Wittmund erneut zwei Gemeinden an den Landkreis Aurich abtreten. Alle Gemeinden standen jedoch bereits vor der Kommunalreform in engem Kontakt mit der bisherigen Gemeinde Wiesmoor, was besonders auf die Pendlerbeziehungen zutraf, und hier wiederum in besonders hohem Maße auf Voßbarg und Wiesederfehn.
Der zwischenzeitlichen Schließung von Industriebetrieben, vor allem im Textilbereich, begegnete die Gemeinde mit dem weiteren Ausbau des Tourismus als wirtschaftlichem Standbein. Die Gemeinde wurde 1977 zum „staatlich anerkannten Luftkurort“ erhoben. Der Ausbau der touristischen Infrastruktur ging damit einher. So entstanden am Ems-Jade-Kanal in Marcardsmoor ein Campingplatz und ein Bootshafen. Das Radwegenetz wurde ausgebaut. 1977 wurde der bereits in den frühen 1950ern geplante, 15 Hektar große Kur- und Landschaftspark erschaffen, in unmittelbarer Nachbarschaft entstand drei Jahre später das Torf- und Siedlungsmuseum. 1987 kam eine Golfanlage in Hinrichsfehn hinzu, die inzwischen mit 27 Loch die größte Ostfrieslands ist.
Am Freitag, dem 13. Januar 1989, kam es über dem Wiesmoorer Ortsteil Hinrichsfehn zur Kollision mehrerer Militärjets im Tiefflug. Ein Tornado der Royal Air Force stieß dabei in nur 150 Metern Höhe mit einer Staffel deutscher Alpha Jets vom Jagdbombergeschwader 43 in Oldenburg zusammen. Einer der Alpha Jets wurde von der britischen Maschine voll getroffen, ein weiterer wurde durch Trümmer leicht beschädigt und konnte noch notlanden. Die Trümmer des Tornado und des Alpha Jet gingen unweit der Grundschule Wiesmoor-Süd nieder, ohne dass es am Boden zu Verletzten kam. Die Insassen der britischen Maschine kamen bei dem Unglück ums Leben. Der Pilot des deutschen Alpha Jet konnte sich schwer verletzt mit dem Schleudersitz retten.
In den 1990er Jahren musste Wiesmoor zwei wirtschaftliche Rückschläge verkraften. Mit dem Ende des Kalten Krieges wurde 1993 die Fehnkaserne geschlossen, 1995 die Stromerzeugung in Wiesmoor beendet und im selben Jahr auch das Gasturbinenkraftwerk abgerissen. Nach 88 Jahren endete damit die Phase, der das heutige Wiesmoor seine Entstehung verdankt: der Erzeugung elektrischer Energie. Der daraus hervorgegangene Gartenbau hingegen bildet bis heute ein wirtschaftliches Standbein. Auf dem Kraftwerksgelände wurde ein Bürogebäude errichtet.
Am 16. März 2006 wurde Wiesmoor das Stadtrecht verliehen. Niedersachsens Innenminister Uwe Schünemann überbrachte persönlich die Urkunde und betonte, dass damit die rasante Entwicklung Wiesmoors innerhalb von nur 100 Jahren gewürdigt werde. Einem Antrag auf Aufstufung von einem Grundzentrum zu einem Mittelzentrum wurde hingegen bereits 1994 nicht entsprochen, und auch im Zuge der Verleihung des Stadtrechts wurden entsprechende Begehrlichkeiten des Rates vom Land nicht beachtet. Im Jahre 2008 zog die Stadtverwaltung in das Bürogebäude um, das auf dem ehemaligen Kraftwerksgelände errichtet wurde. Seither wird die Stadt von dem Ort aus regiert und verwaltet, dem sie ihre Entstehung verdankt.

### Entwicklung des Ortsnamens
Der Ort ist nach einem Moorgebiet benannt, das unter diesem Namen erstmals 1778 in einer Karte erscheint und das den mittleren Teil des Ostfriesischen Zentralhochmoores bezeichnet. Über die Herkunft des Stadtnamens gibt es verschiedene Hypothesen. Vermutlich wurde das Gebiet so mit den Nachbargemeinden Wiesede und Wiesedermeer in Verbindung gebracht.
Der Name selbst wird tautologisch gedeutet, da Wies die Bedeutung von Moor haben könne. Andere mögliche Bedeutungen sind das Wiesige Moor oder Nasses Moor.

### Einwohnerentwicklung

Einwohnerentwicklung von Wiesmoor von 1914 bis 2017

1906 gegründet, lebten acht Jahre später in Wiesmoor erst 151 Einwohner. Bis zum Ausbruch des Zweiten Weltkrieges hatte die Einwohnerzahl die 1000er-Marke noch nicht durchbrochen; das geschah erst nach dem Krieg durch die Aufnahme von Flüchtlingen. Die Sprünge in der Einwohnerentwicklung 1951 und 1972 erklären sich durch die Bildung der Großgemeinde Wiesmoor und die Eingemeindung von umliegenden Kleinstgemeinden bei der Niedersächsischen Kommunalreform. Seit den 1990er Jahren ist Wiesmoor durch Zuwanderung aus den neuen Bundesländern, von Spätaussiedlern, aber auch durch den Zuzug von Rentnern und Pensionären aus anderen Teilen Deutschlands gewachsen. Am 31. Dezember 2008 hatte Wiesmoor 13.261 Einwohner, die sich auf etwa 4.000 Haushaltungen verteilten. Das entspricht einer Einwohnerdichte von 160 Personen je Quadratkilometer.
| Jahr | Einwohnerzahl |
| ---- | ------------- |
| 1914 | 151           |
| 1919 | 383           |
| 1923 | 686           |
| 1939 | 905           |
| 1949 | 1.474         |
| 1951 | 4.927         |

| Jahr | Einwohnerzahl |
| ---- | ------------- |
| 1961 | 5.738         |
| 1963 | 6.276         |
| 1970 | 7.177         |
| 1972 | 9.724         |
| 1985 | 10.505        |
| 1991 | 10.922        |

| Jahr | Einwohnerzahl |
| ---- | ------------- |
| 1996 | 11.874        |
| 2001 | 12.875        |
| 2003 | 13.039        |
| 2007 | 13.128        |
| 2017 | 13.110        |
| 2019 | 13.236        |

## Politik
Ostfriesland ist in seiner Gesamtheit eine traditionelle Hochburg der SPD. Dabei sind jedoch deutliche Unterschiede zwischen dem westlichen und dem östlichen Ostfriesland festzustellen. Im westlichen, größeren Teil Ostfrieslands liegt die SPD zumeist deutlich vor der CDU. Im östlichen Teil – dem Landkreis Wittmund, dem östlichen Teil des Landkreises Leer und Teilen des Landkreises Aurich inklusive Wiesmoor – hingegen hat die CDU eine starke Stellung und liegt im Allgemeinen bei Wahlen etwas vor der SPD.
Innerhalb dieses östlichen Teils Ostfrieslands ist allerdings Wiesmoor als Industriesiedlung seit Jahrzehnten eine Hochburg der SPD. Das zeigte sich bereits in den Jahren der Weimarer Republik und änderte sich auch nach dem Zweiten Weltkrieg nicht. Die SPD stellt auf Gemeindeebene seit langem die Mehrheit, der Bürgermeister ist Sozialdemokrat und der Bundestagsabgeordnete gehört ebenfalls der SPD an. Auch der Landtagsabgeordnete ist SPD-Mitglied: Wiesmoor gehört zusammen mit einigen anderen Kommunen des Landkreises Aurich zum Landtagswahlkreis 87 Wittmund/Inseln.
Innerhalb der Gemeinde lassen sich jedoch einige Unterschiede festmachen. In einer Untersuchung des Wahlverhaltens bei Bundestagswahlen zwischen 1949 und 1972 hat Theodor Schmidt anhand von detaillierten Statistiken gezeigt, dass vor allem der Kernort und die bereits 1951 eingemeindeten Ortsteile der SPD stets zumindest die relative, meist aber die absolute Mehrheit der Stimmen bescherten. Die einwohnerschwächeren, tendenziell etwas ländlich-bäuerlicher strukturierten und erst 1972 eingemeindeten Ortsteile (Zwischenbergen, Marcardsmoor, Wiesederfehn, Voßbarg) hingegen votierten des Öfteren für relative bis absolute CDU-Mehrheiten. Mit Abstrichen ist das bis heute festzustellen.

### Stadtrat

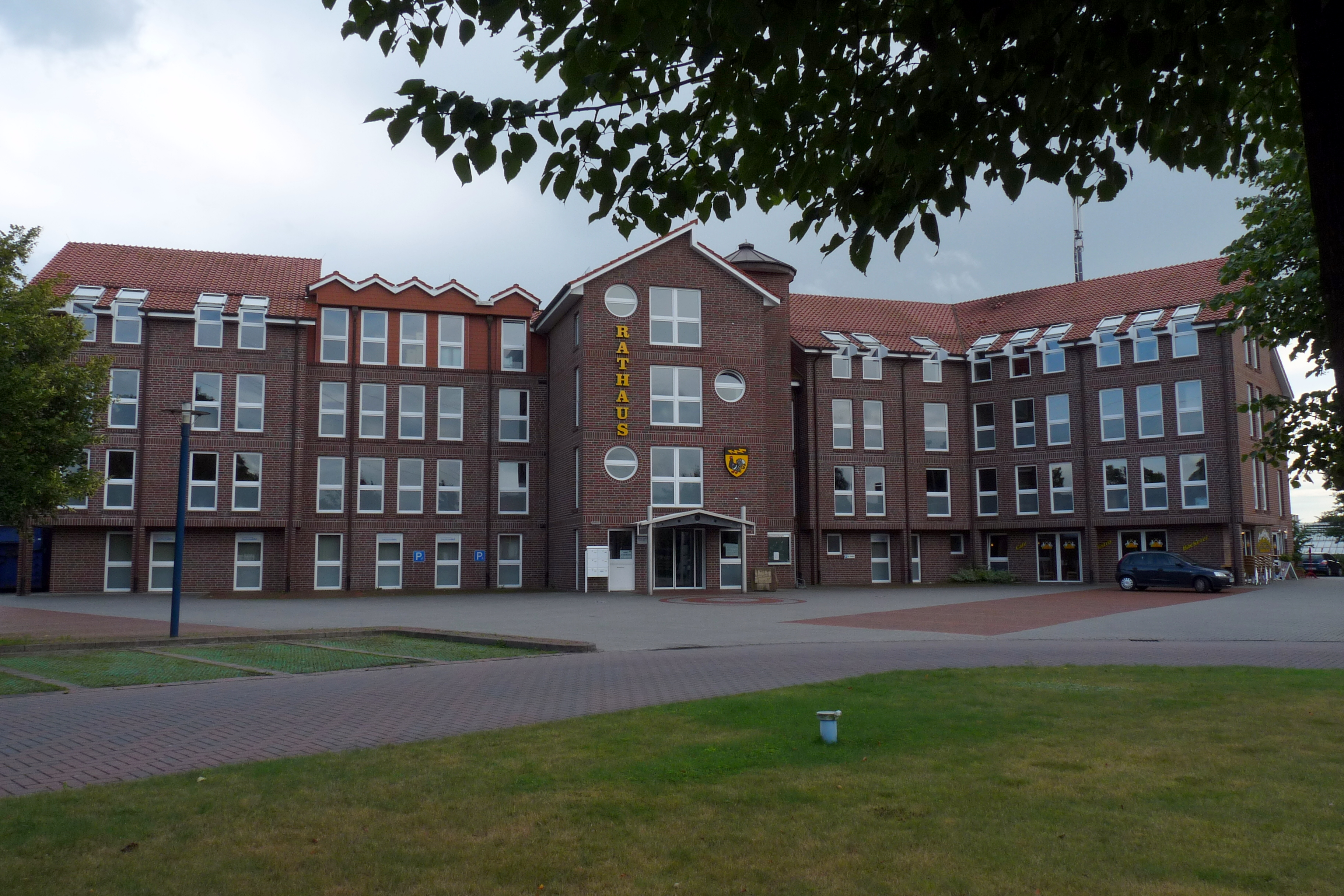
Rathaus in Wiesmoor

Der Rat der Stadt Wiesmoor besteht aus 30 Ratsfrauen und Ratsherren. Dies ist die festgelegte Anzahl für eine Stadt mit einer Einwohnerzahl zwischen 12.001 und 15.000 Einwohnern. Die 30 Ratsmitglieder werden durch eine Kommunalwahl für jeweils fünf Jahre gewählt. Die aktuelle Amtszeit beginnt am 1. November 2021.
Stimmberechtigt im Stadtrat ist außerdem der amtierende hauptamtliche Bürgermeister.
Das amtliche Endergebnis der niedersächsischen Kommunalwahl am 12. September 2021 lautete wie folgt:
| Partei                                  | Stimmanteil | Sitze |
| --------------------------------------- | ----------- | ----- |
| SPD                                     | 47,83 %     | 14    |
| CDU                                     | 18,18 %     | 6     |
| Freie Wählergemeinschaft Wiesmoor (FWW) | 13,22 %     | 4     |
| Freie Bürgerliste Wiesmoor (FBW)        | 6,62 %      | 2     |
| Bündnis 90/Die Grünen                   | 6,07 %      | 2     |
| Tierschutzpartei                        | 3,75 %      | 1     |
| FDP                                     | 2,90 %      | 1     |

Die Wahlbeteiligung bei der Kommunalwahl 2021 lag mit 60,14 % über dem niedersächsischen Durchschnitt von 55,5 %.

### Bürgermeister
Hauptamtlicher Bürgermeister der Stadt Wiesmoor ist Sven Lübbers (parteilos). Bei der letzten Bürgermeisterwahl 2021 erhielt er im ersten Wahlgang 60,38 Prozent der Stimmen, womit er den nicht mehr angetretenen, bisherigen Amtsinhaber Friedrich Völler (SPD) ablöste. Lübbers Gegenkandidaten waren Arnold Eilers (16,91 %), Karsten Peters (10,80 %), David Boddenberg (7,65 %), Michael Kugler (2,53 %) und Christian Rademacher-Jelten (1,73 %) (alle parteilos). Die Wahlbeteiligung lag bei 60,09 Prozent.
Bisherige Amtsinhaber
- 2014–2021: Friedrich Völler (SPD)
- 1998–2014: Alfred Meyer

### Vertreter in Landtag und Bundestag
Die Stadt Wiesmoor gehört zum Landtagswahlkreis 87 Wittmund/Inseln, der den gesamten Landkreis Wittmund sowie im Landkreis Aurich die Städte Norderney und Wiesmoor, die Gemeinde Dornum und die Inselgemeinden Juist und Baltrum umfasst. Bei der letzten Landtagswahl in Niedersachsen vom 9. Oktober 2022 wurde das Direktmandat von Karin Emken (SPD) gewonnen. Sie erhielt 38,5 % der Stimmen. Emken löst damit den vorherigen Landtagsabgeordneten Jochen Beekhuis (parteilos, zuvor SPD) ab, der seit seinem Ausschluss aus der SPD-Fraktion am 22. Oktober 2019 dem Landtag als fraktionsloser Abgeordneter angehörte.
Bei Bundestagswahlen gehört Wiesmoor zum Wahlkreis 24 Aurich – Emden. Dieser umfasst die Stadt Emden und den Landkreis Aurich. Bei der Bundestagswahl 2025 wurde der Sozialdemokrat Johann Saathoff direkt wiedergewählt. Über Listenplätze der Parteien zog kein Kandidat der Parteien aus dem Wahlkreis in den Bundestag ein.

### Wappen
| Wappen von Wiesmoor | Blasonierung: „Unter schwarzem Schildhaupt mit einem aus dem linken Schildrand hervorbrechenden goldenen Blitz in Gold ein rot bewehrter, schwarzer Birkhahn.“ |
| Wappen von Wiesmoor | Wappenbegründung: Das Wappen spiegelt die Geschichte der Stadt wider. Der Blitz steht für die elektrische Energie, welche im Kraftwerk durch Abtorfung des Hochmoores erzeugt wurde. Untrennbar war damit die Urbanisierung des unwegsamen Naturraums verbunden, wo zuvor der Birkhahn in großer Zahl beheimatet war. Die Farben der Stadt Wiesmoor sind grün und gelb und wurden von der Nordwestdeutschen Kraftwerke AG übernommen. Die Flagge der Stadt ist in diesen Farben gehalten, quergestreift und zu gleichen Teilen. Sie wird wahlweise mit oder ohne Wappen verwendet, offiziell jedoch mit. |

### Städtepartnerschaften
Wiesmoor unterhält seit 1991 eine Partnerschaft mit dem polnischen Turek in der Woiwodschaft Großpolen. Diese wird hauptsächlich von den Schulen und verschiedenen Vereinen in beiden Städten gepflegt. So gibt es regelmäßig einen Schüleraustausch und die Vereine stehen in einem regen Austausch, der sich vor allem in Besuchen zu offiziellen Anlässen wie Festen und Jubiläen ausdrückt.
Darüber hinaus wird mit der verbandsfreien Gemeinde Budenheim im Landkreis Mainz-Bingen eine freundschaftliche Beziehung gepflegt.

## Religion
Wiesmoor zählt zum Kirchenkreis Aurich, der mit rund 73.000 Gemeindemitgliedern der zweitgrößte Kirchenkreis der Hannoverschen Landeskirche ist. In den Landkreisen Aurich und Wittmund gibt es prozentual die höchsten Anteile von Lutheranern (an der Gesamtbevölkerung) in ganz Deutschland. Heute gehören etwa 90 Prozent der Einwohner Wiesmoors der evangelisch-lutherischen Kirche an. Ungefähr 4 Prozent der Einwohner sind katholischen Glaubens. Der Rest verteilt sich auf andere Religionsgemeinschaften und die Gruppe der Konfessionslosen.
In Wiesmoor gibt es die lutherischen Gemeinden Wiesmoor, Marcardsmoor und Hinrichsfehn. Bis zur Gründung einer eigenen Kirchengemeinde im Jahre 1928 waren die Lutheraner in Wiesmoor Teil der Kirchengemeinde Marcardsmoor, welche die älteste im Stadtgebiet ist. Im Jahre 1930 wurde im Zentrum die Friedenskirche Wiesmoor errichtet. 1965 wurde im Ortsteil Hinrichsfehn die Versöhnungskirche als Filialkirche der Friedenskirche geweiht. Seit 1987 ist die Gemeinde selbstständig und damit die jüngste des Kirchenkreises Aurich. Teile des Stadtgebiets gehören darüber hinaus zu den lutherischen Gemeinden Spetzerfehn, Strackholt und Ostgroßefehn.
Die römisch-katholische Kirchengemeinde verdankt ihre Entstehung polnischen Gastarbeitern. Für sie wurde 1913 im heutigen Ortsteil Hinrichsfehn eine Kirche gebaut, die auch als Lagerkirche für Strafgefangene katholischen Glaubens diente. Während des Ersten Weltkrieges wurden hier zudem katholische Kriegsgefangene betreut. Diese Kirche wurde bis Mitte der 1930er Jahre genutzt. Nach dem Ende des Zweiten Weltkrieges und des dadurch bedingten Zustroms von katholischen Flüchtlingen und Heimatvertriebenen aus Schlesien wurde 1953 die Kirche Maria Hilfe der Christen errichtet, die bis 1990 selbstständig geführt wurde. Priestermangel führte in diesem Jahr dazu, dass die Gemeinde von der St.-Ludgerus-Kirche Aurich mitversorgt wurde. Seit 2007 ist die katholische Kirche Wiesmoor Teil einer Pfarreiengemeinschaft, der auch die katholischen Kirchengemeinden Wittmund, Neustadtgödens und Aurich angehören.
Die evangelisch-methodistische Kirchengemeinde besteht seit 1923. Sie hat heute etwa dreißig Mitglieder.
Eine Neuapostolische Kirchengemeinde Wiesmoor existierte in Wiesmoor von 1966 bis 2013. Bis 1982 kam die Gemeinde an verschiedenen Orten zum Gottesdienste zusammen, darunter auch in der Aula der Kooperativen Gesamtschule (KGS) Wiesmoor. 1982 begann sie mit dem Bau einer Kirche, der im folgenden Jahr abgeschlossen werden konnte und über 30 Jahre das jüngste Gotteshaus der Stadt war. Im Mai 2013 wurde die Kirche entwidmet.

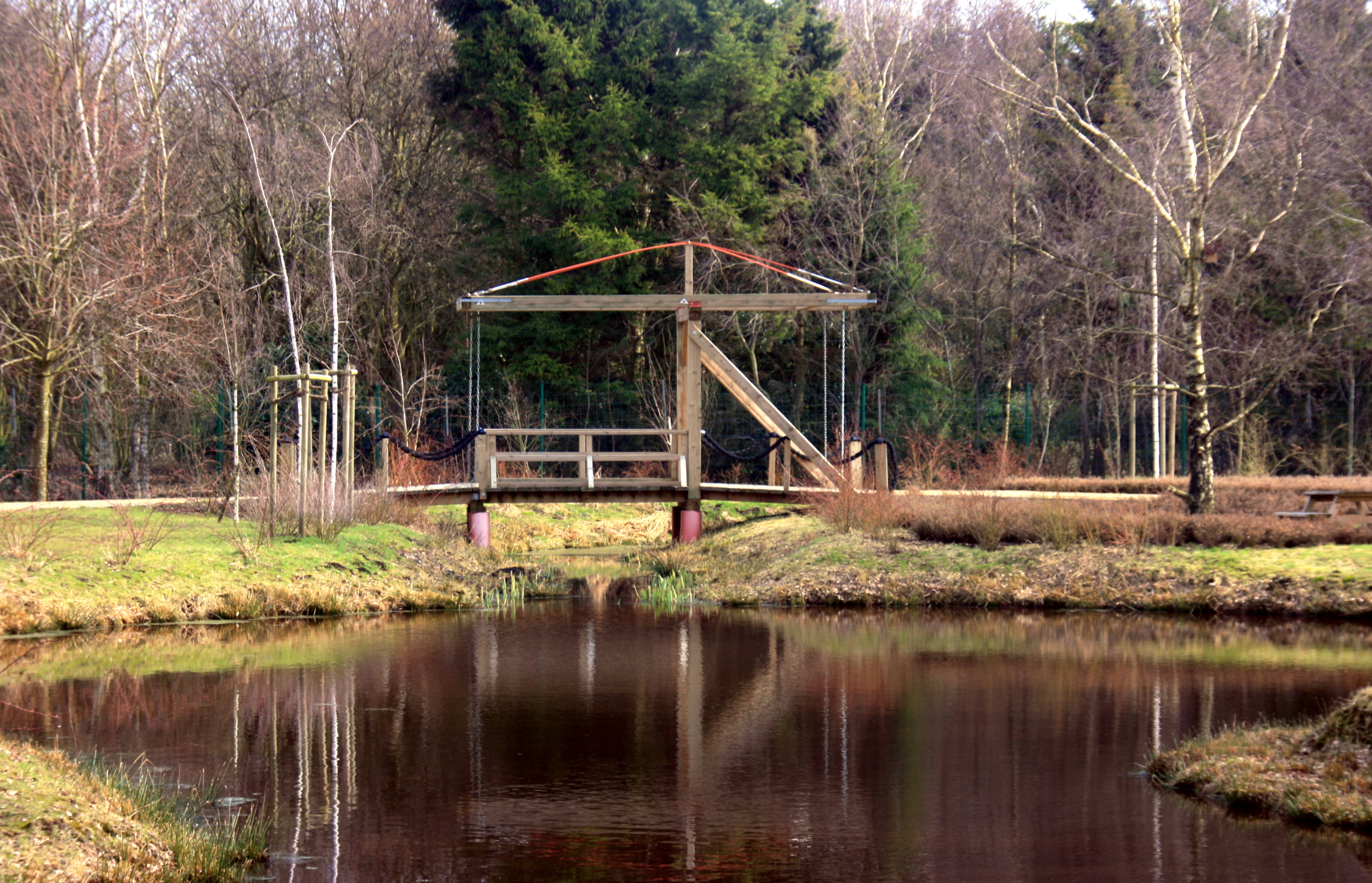
Der Gartenpark des „Blumenreichs“

## Kultur und Sehenswürdigkeiten

### Museen und Bauwerke

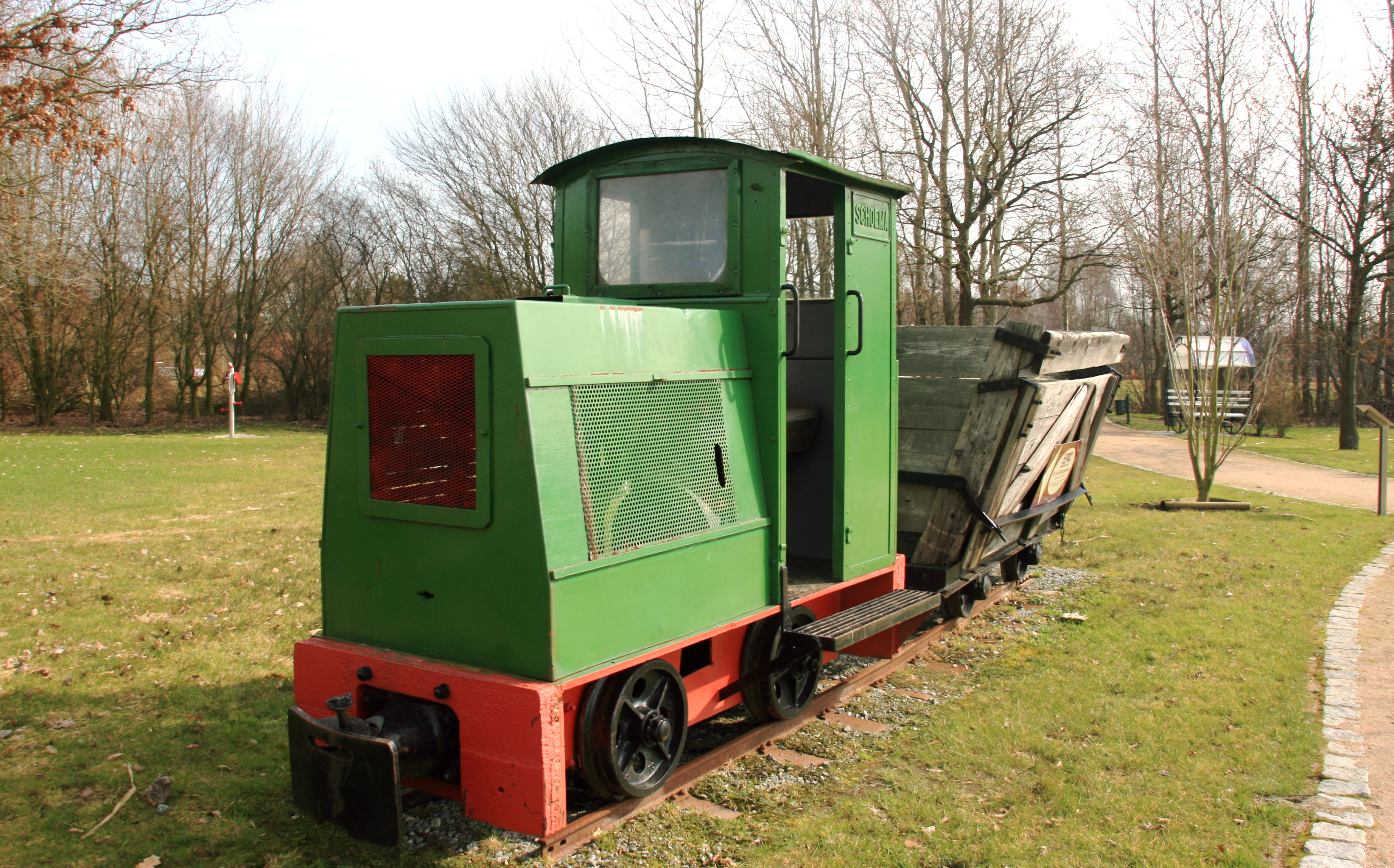
Moorbahn

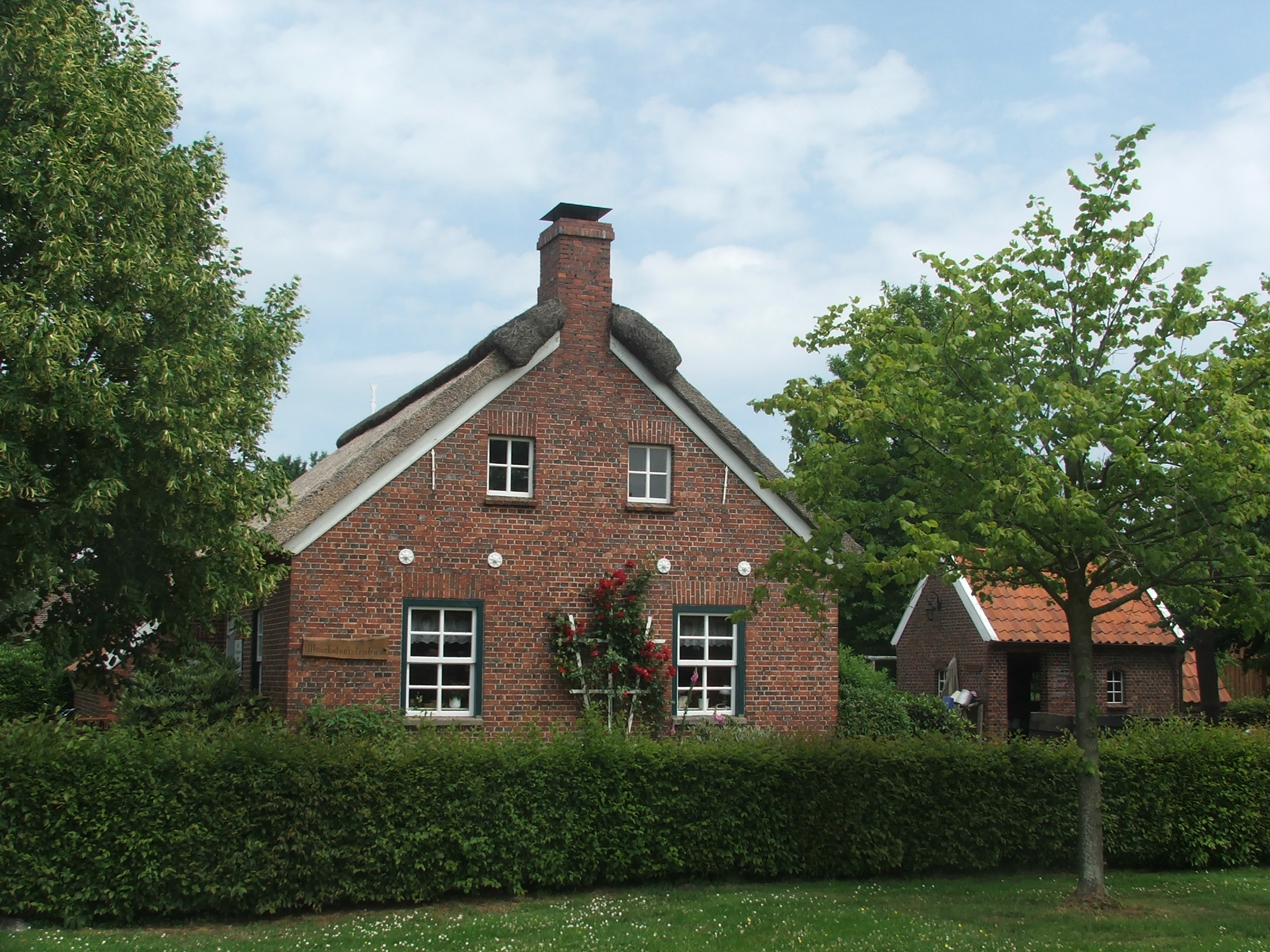
Torf- und Siedlungsmuseum

Das zwischen dem Landschaftspark und dem „Blumenreich“ gelegene Torf- und Siedlungsmuseum wurde 1980 gegründet. Es besteht aus mehreren originalen, wiederaufgebauten Gebäuden. Dazu gehören unter anderem auch eine historische Dorfschule, eine Schmiede und das Kolonistenhaus. Gezeigt wird die Geschichte der Moorkolonisation ab 1780 bis zur Urbarmachung des Wiesmoors ab 1906. Das Museum ist über eine Moorbahn mit der Blumenhalle verbunden. Das historische Gebäudeensemble der Wiesmoor-Gärtnerei wurde unter Denkmalschutz gestellt. Von März bis Oktober werden Führungen angeboten.
Das ehemalige Verwaltungsgebäude der Nordwestdeutschen Kraftwerke AG wurde 1936 als Torhaus errichtet, um so eine zügige Durchfahrt zu den dahinter liegenden Gewächshäusern zu sichern. In dem zweigeschossigen, lang gestreckten Rohziegelbau sind seit 1987 Teile der Stadtverwaltung und des Gewerbevereins untergebracht.

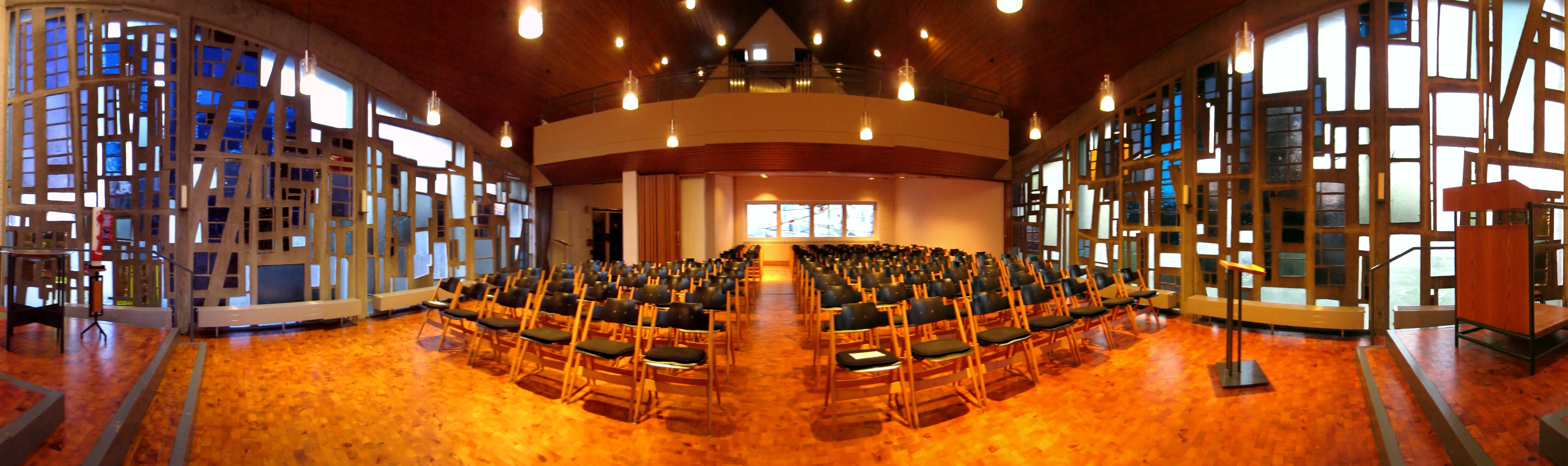
180° Innenansicht der Versöhnungskirche 2014

Von 1963 bis 1965 wurde in Hinrichsfehn nach Plänen des Oldenburger Architekten Rainer Herrmann eine evangelische Kirche errichtet, die als ein Beispiel für den Stil der Klassischen Moderne gilt. Die Glasbetonfassaden der Süd- und der Nordseite wurden von dem ebenfalls aus Oldenburg stammenden Informell-Künstler Max Herrmann gestaltet, der ein Schüler von Otto Dix und Max Beckmann war. Im Jahre 1987 wurde ihr der Titel Versöhnungskirche verliehen.

### Theater, Kunst und Musik
In Wiesmoor gibt es neun Chöre, mehrere kirchliche und weltliche Blasorchester sowie Gitarrenchöre. Die Niederdeutsche Bühne Wiesmoor führte bis in die 1970er Jahre ihre Stücke auf der Freilichtbühne auf. Daraufhin war das Forum der KGS Wiesmoor zweimal im Jahr Spielort des Ensembles, das Mitglied im Bühnenbund Niedersachsen/Bremen ist. Ab Dezember 2023 führen sie in der "Theaterstuuv" an der Hauptstraße auf. Der Kultur- und Kunstkreis Wiesmoor, der seit 1995 besteht, fördert Bildende Kunst, Konzerte und Literaturveranstaltungen in Wiesmoor. Die Freilichtbühne wird für Open-Air-Konzerte genutzt. Seit Dezember 2009 hat sich die Künstlervereinigung Nordbrücke e. V. im Kunsthaus in Wiesmoor niedergelassen. Die Künstlervereinigung besteht inzwischen aus rund einem Dutzend bildender Künstler und präsentiert sechs bis acht Ausstellungen jährlich.

### Parks, Blumenpräsentation und Naturdenkmäler
Der Wild- und Gemeindepark wurde 1952 angelegt und hat eine Fläche von 14 ha. 1954 wurde im Zentrum des Parks eine Freilichtbühne mit 3.000 Plätzen errichtet. Der Kur- und Landschaftspark dehnt sich auf einer Fläche von 15 ha aus. Er wurde 1977 eröffnet und liegt zwischen der Blumenhalle und dem Torf- und Siedlungsmuseum. Diese beiden Sehenswürdigkeiten sind mit einer Moorbahn verbunden, welche den Park durchquert. Die Anlage des Nielsenparks von 1927 steht in ihrer Gesamtheit unter Denkmalschutz.

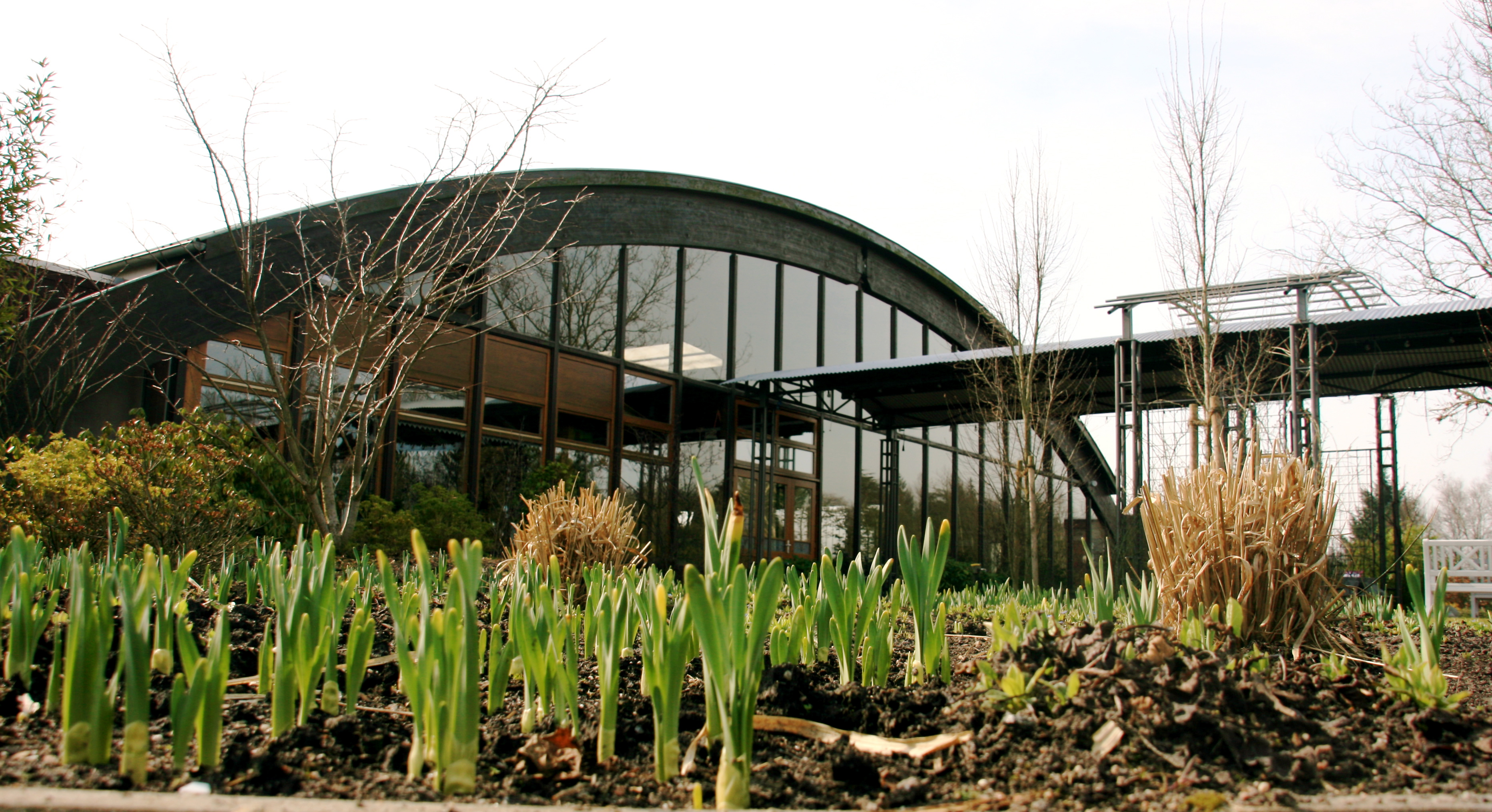
Die Blumenhalle des „Blumenreichs“

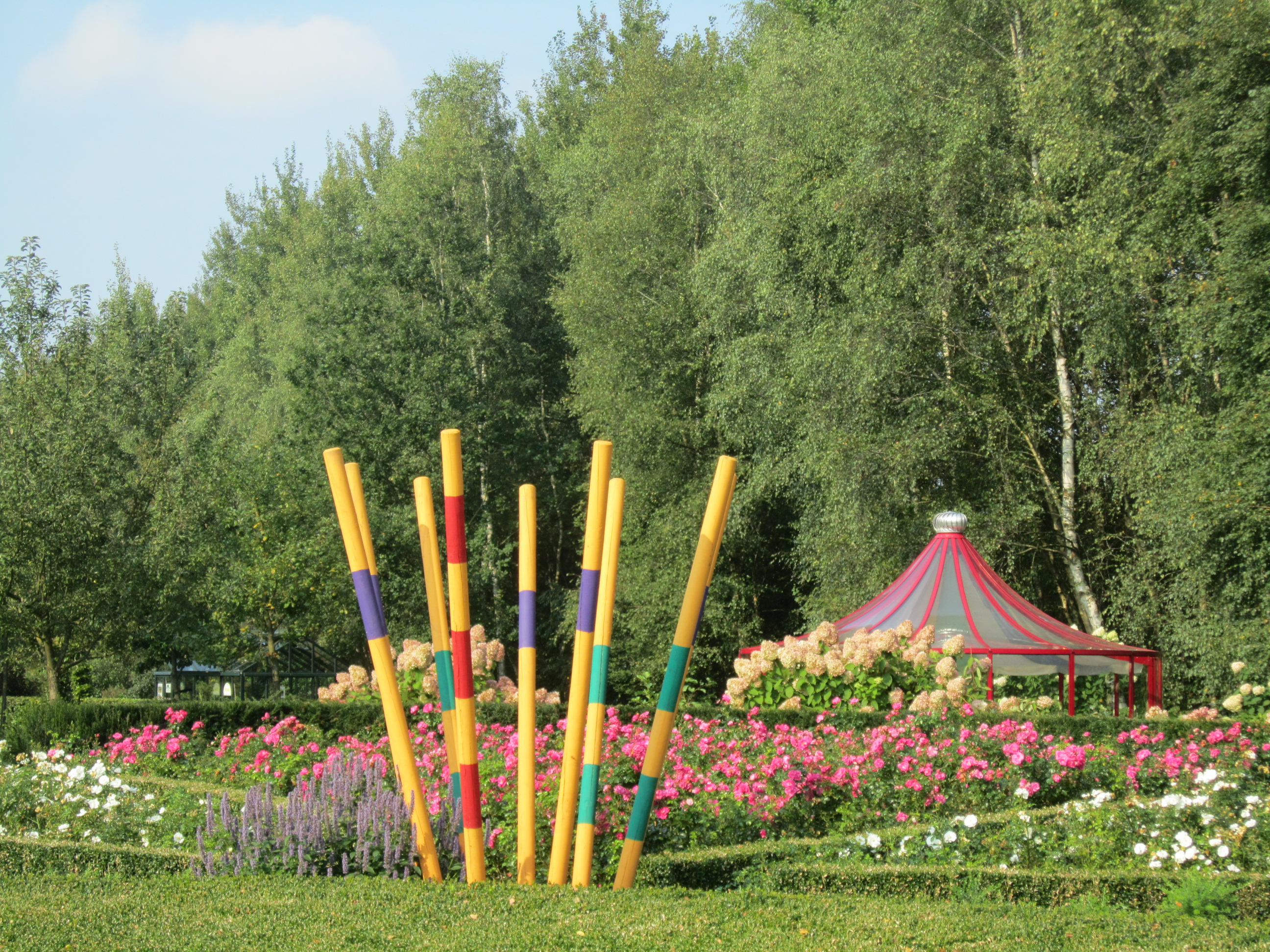
Der Gartenpark des „Blumenreichs“

Die Blumenhalle gilt als Wahrzeichen des Ortes. Sie wurde 1969 für wechselnde Gartenausstellungen errichtet. Auf einer Fläche von rund 1.500 Quadratmeter werden in jährlich wechselnden Ausstellungen von März bis Oktober mehr als 10.000 Blumen präsentiert. Die Halle wird zudem für Kunstausstellungen genutzt. Die Wasserorgel ist die einzige fest installierte Ostfrieslands. Im Jahre 2007 wurde die Blumenhalle um ein 5 ha großes Freigelände, den Gartenpark, erweitert. Blumenhalle und Gartenpark bilden zusammen das „Blumenreich“.
Westlich des „Blumenreichs“ wurde eine „Erlebnisgolf-Anlage“ errichtet.

Ottermeer

Das Ottermeer wurde 1977 als künstlicher Hochmoorsee angelegt. Sein Name geht zurück auf einen verlandeten Hochmoorsee, der etwas weiter nördlich lag. Der See liegt inmitten einer Moorlandschaft und wird vor allem als Naherholungsgebiet genutzt. Er ist von einem Wanderweg umgeben. Das Nordufer verfügt über einen Sandstrand und wird touristisch genutzt. Hier befindet sich der Camping- und Bungalowpark. Das Ottermeer und seine Umgebung sind Teil eines 104 Hektar großen Landschaftsschutzgebietes, das seit 1991 unter Schutz steht.
Im Jahr 2006 wurde der Hochmoorkomplex Wiesmoor-Klinge als Naturschutzgebiet ausgewiesen. Das Naturdenkmal umfasst 351 ha und erstreckt sich teils auf das Gebiet der Nachbargemeinde Großefehn. Als Naturdenkmal mit einer Größe von weniger als einem Hektar kommt ein Findling bei Hinrichsfehn hinzu.

### Sprache

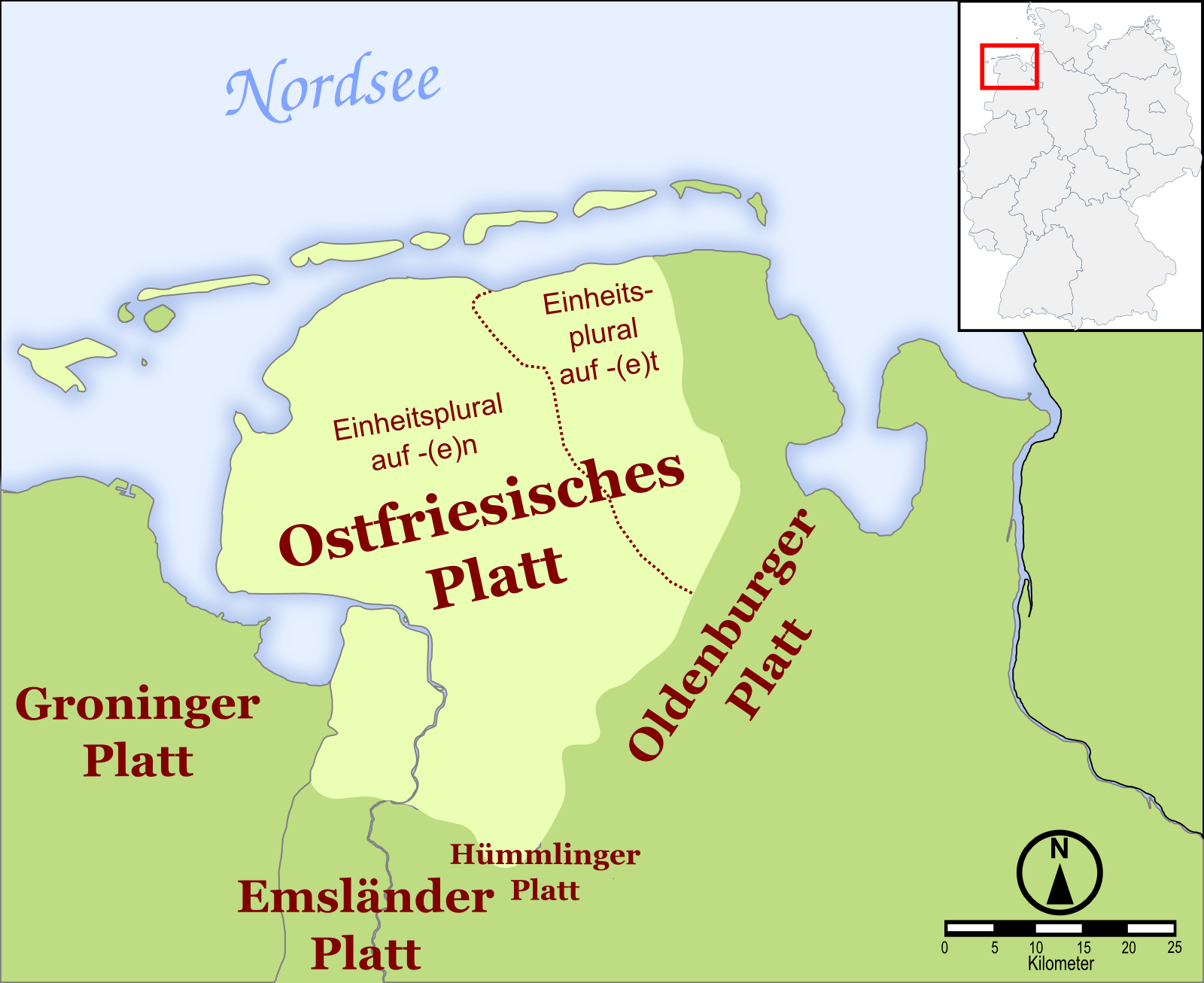
Verbreitungsgebiet des Ostfriesischen Platt und seines Dialekts Harlinger Platt

In Wiesmoor wird neben Hochdeutsch auch Ostfriesisches Platt gesprochen. Die Stadt selbst bildet dabei eine Sprachscheide zwischen dem westlichen und mittleren Teil Ostfrieslands und dem östlich gelegenen Harlingerland, in dem der lokale Dialekt Harlinger Platt gesprochen wird. Er unterscheidet sich nicht nur in Einzelheiten des Wortschatzes, sondern auch in bestimmten grammatikalischen Eigenheiten vom übrigen Ostfriesischen Platt. So wird im Harlingerland wie im Großteil Norddeutschlands „ges(ch)nackt“, wenn von „reden/sprechen“ die Rede ist, während im westlichen Teil Ostfrieslands das entsprechende Verb „proten“ lautet, was auf den Einfluss des westlichen Nachbarn Niederlande zurückgeht: Dort heißt das entsprechende Wort „praten“. Zudem wird im Harlingerland der Einheitsplural auf „(e)t“ gebildet und nicht auf „(e)n“ wie im westlichen Ostfriesland. „Wir sprechen“ heißt dementsprechend im Harlingerland „Wi s(ch)nackt“, während näher zur Ems „Wi proten“ gesagt wird.

### Sport
Die Turngemeinschaft Wiesmoor, 1930 gegründet, ist mit rund 3600 Mitgliedern der größte Sportverein der Stadt und der zweitgrößte im Landkreis Aurich nach dem MTV Aurich. Angeboten werden unter anderem Basketball, Volleyball, Turnen, Leichtathletik, Tennis, Radsport, Gymnastik und Tanzen. Der Bezirksfischereiverband für Ostfriesland ist seit 1926 im Ortsteil Marcardsmoor mit einem Anglerheim vertreten. Auch in Wiesmoor selbst gibt es eine Ortsgruppe des Vereins. Anfang 2007 wurden diese beiden Ortsgruppen zusammengelegt. Die so neu entstandene Ortsgruppe trägt, da sie das Gebiet der Stadt Wiesmoor jetzt komplett abdeckt, den Namen Ortsgruppe Wiesmoor.
Seit 1952 gibt es in Wiesmoor einen Schwimmverein. Auf Initiative des Schwimmvereins wurde 1958 mit der Planung eines Wiesmoorer Hallenbads begonnen, das 1964 fertiggestellt wurde. Nachdem die Mitgliederzahl bei der Gründung des Vereins lediglich zehn betrug, zählte der Wiesmoorer Schwimmverein im Jahr 2010 mehr als 500 Mitglieder. Der Wassersportverein Marcardsmoor wurde 1994 gegründet. In mehreren Stadtteilen gibt es Sportvereine, die die Friesensportarten Boßeln und Klootschießen anbieten. In Wiesmoor ist eine der ältesten Gliederungen der DLRG im Bezirk Ostfriesland beheimatet. Die Einsatztauchergruppe der DLRG arbeitet eng mit den Feuerwehren der Stadt zusammen und ist in den regionalen sowie überregionalen Katastrophenschutz integriert.
Wiesmoor verfügt über ein Hallen- und ein Freibad. Als weitere Sportstätten unterhält die Stadt sechs Sporthallen, acht Sportplätze, eine Tennishalle und zwei Tennisplätze. Dazu kommen ein Minigolf- und ein 27-Loch-Golfplatz. Die KGS Wiesmoor unterhält zudem einen öffentlichen Freizeit- und Bewegungspark mit diversen Sportplätzen.

### Regelmäßige Veranstaltungen
Die größte jährlich wiederkehrende Veranstaltung ist das Blütenfest, das vom Verkehrs- und Heimatverein organisiert wird. Es findet am ersten Septemberwochenende an fünf aufeinander folgenden Tagen statt. Das 1951 gegründete Fest zieht jedes Jahr Tausende Touristen in den Luftkurort. Ein Höhepunkt der fünftägigen Veranstaltung ist der Blumenkorso, der in jedem Jahr einem anderen Motto gewidmet ist und aus mehreren – mit Tausenden von Blüten besteckten – Wagen besteht und langsam einen Rundkurs durch die Gemeinde fährt. Beim Dämmerschoppen am Samstagabend sprangen die alte Blütenkönigin und ihre Prinzessinnen mit dem Fallschirm über dem Fußballstadion ab. Anschließend findet dort eine Feier statt, die mit einem großen Feuerwerk ihren Höhepunkt erreicht. Am Sonntagnachmittag wird auf der Freilichtbühne von den Zuschauern ein neues Blütenkönigshaus gewählt. An der Spitze ist Wiesmoors Blütenkönigin oder Blütenkönig. Die Zweit- und Drittplatzierten werden Blütenprinzessin beziehungsweise Blütenprinz. Seit 2023 ist es allen Geschlechtern gestattet, sich zu bewerben. Zuvor war dies nur weiblichen Personen möglich. Eine Ausnahme ist allerdings das Jahr 1954, indem ein Hofmarschall an der Seite der Blütenkönigin war. Das Königshaus repräsentiert Wiesmoor ein Jahr lang bei vielen regionalen und überregionalen Veranstaltungen. Begleitet wird das Fest von einem Flohmarkt sowie einem Rummel auf dem Marktplatz. Am Montagabend wird das Blütenfest durch „Kanal in Flammen“ beendet. Dabei handelt es sich um ein Feuerwerk, das direkt am und über dem Nordgeorgsfehnkanal gezündet wird.
Der Gewerbeverein der Stadt organisiert mehrere regelmäßig stattfindende Veranstaltungen. Dazu zählen das Wiesmoorer Frühlingsfest (jährlich im März), der Blumen- und Pflanzenmarkt (jährlich im Frühjahr), das Oktoberfest, das Stadtfest und veranstaltete den an den vier Adventssonntagen stattfindenden Weihnachtsmarkt. Seit 2023 wird der Weihnachtsmarkt ohne den Gewerbeverein organisiert. Das Sommerfest wird von der Stadt und dem Gewerbeverein gemeinsam ausgerichtet.

## Wirtschaft und Infrastruktur
Separate Arbeitsmarktdaten für die Stadt Wiesmoor werden nicht erhoben. Gemeinsam mit der Stadt Aurich sowie den Gemeinden Großefehn, Ihlow und Südbrookmerland bildet Wiesmoor den Bereich Geschäftsstelle Aurich innerhalb des Bezirks Emden-Leer der Agentur für Arbeit. Im Bereich der Geschäftsstelle Aurich lag die Arbeitslosenquote im September 2012 bei 7,4 Prozent und damit etwa einen Prozentpunkt über dem niedersächsischen Durchschnitt. Wiesmoor hat einen leichten Auspendler-Überschuss. Wiesmoor zählt damit neben Wittmund und Weener zu den drei (von zehn) ostfriesischen Städten, deren Auspendlerzahl die Einpendlerzahl übersteigt. In der Stadt gibt es (Stand 2022) 5257 sozialversicherungspflichtig Beschäftigte, aber nur 4898 sozialversicherungspflichtige Arbeitsplätze. 3542 Auspendlern stehen 3182 Einpendlern gegenüber.

### Landwirtschaft und Gartenbau
Landwirtschaft – und hier insbesondere der Gartenbau – spielen seit jeher eine wichtige wirtschaftliche Rolle in der Stadt. Die Wiesmoor-Gärtnerei entstand 1925, als die Nordwestdeutsche Kraftwerke AG (NWK) begann, überschüssige Wärme des Kraftwerkes zur Beheizung von Gewächshäusern für Gemüse zu nutzen. Im Jahre 1965/66 wurde die Wiesmoor-Gärtnerei GmbH gegründet, deren alleinige Gesellschafterin die NWK blieben. Im Jahre 2001 gingen die Geschäftsanteile im Rahmen eines Management-Buy-out-Verfahrens an fünf leitende Mitarbeiter über. Mehrere Gärtnerei-Betriebe haben sich zudem mit Gärtnereien aus anderen Orten zur Genossenschaft Nordwest-Blumen zusammengeschlossen. Die Gärtnereibetriebe verfügen zusammen über die größte zusammenhängende Fläche unter Glas in Europa, die sich in der Stadt auf 80.000 m² ausdehnt.
Die Landwirtschaft in der Stadt ist darüber hinaus wesentlich von der Milchwirtschaft geprägt. Neben Grünland finden sich auch Anbauflächen für Futterpflanzen wie Mais. Der Landkreis Aurich lag 2021 auf Platz 14 der größten Milcherzeuger-Landkreise in Deutschland, wozu Wiesmoor in einem gewissen Umfang beiträgt, wenn auch weniger als flächengrößere Gemeinden.

### Tourismus und andere Dienstleistungen
Als staatlich anerkannter Luftkurort mit einer Reihe Sehenswürdigkeiten und Freizeitmöglichkeiten ist Wiesmoor Ziel von Urlaubern. 2007 wurden in Wiesmoor 41.000 Übernachtungen in Herbergen mit mehr als sieben Betten verzeichnet, in kleineren Unterkünften weitere 65.000 bis 70.000. In der Stadt gibt es mehr als 40 Beherbergungsbetriebe, darunter vier Hotels und Pensionen. Bei der Mehrzahl handelt es sich um Ferienwohnungen und -häuser. Außerdem sind ein Campingplatz und Wohnmobilstellplätze am Ottermeer vorhanden, ein weiterer Campingplatz befindet sich in Marcardsmoor am Ems-Jade-Kanal. Die Touristen blieben im Durchschnitt 2,9 Tage in der Stadt. Die Blumenhalle verzeichnete 2007 59.000 Besucher. Die Tourismus-Wertschöpfung in der Stadt wurde mit zirka 21 Millionen Euro angegeben. Die Stadt liegt an der Deutschen Fehnroute, der Tour de Fries sowie der Radroute Rad up Pad. Die wichtigste Einkaufsstraße ist die Hauptstraße (B 436), an deren beiden Straßenseiten sich Fachgeschäfte und Einkaufsmärkte aufreihen. In einem Gewerbegebiet im Ortsteil Wiesederfehn befinden sich weitere Einzelhandelsbetriebe, im Ortsteil Voßbarg zudem ein größeres Möbelkaufhaus.

### Industrie und Grundstoffe

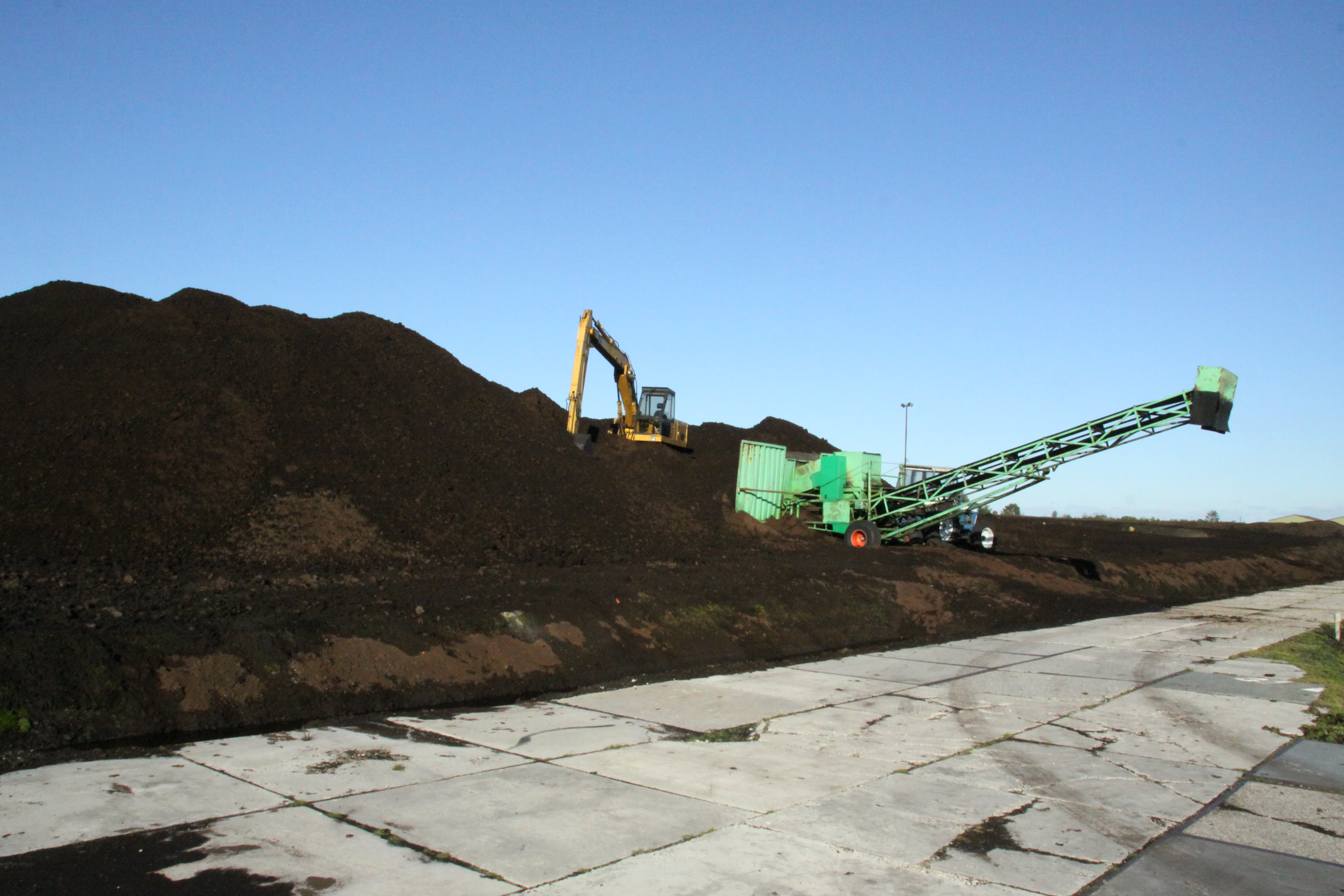
Torfabbau in Mullberg

Die Stadt gilt als die einzige Kommune Ostfrieslands, die ihren Ursprung der Industrialisierung verdankt: durch den maschinellen Torfabbau und die Nutzung des Torfs für ein Kraftwerk. Noch heute wird in Wiesmoor in industriellem Maßstab Torf abgebaut. Dieser wird als Dünger (teils unter Beimischung von Rinderdung) verwendet. Die Torf-Betriebe finden sich in den Außenbereichen der Stadt, nahe den Grundstoff-Vorkommen. Der Abbau wird derzeit von der Firma Aurich-Wiesmoorer Torfvertriebs GmbH durchgeführt.
Größter Industriebetrieb ist die Firma Bohlen & Doyen, die in der Energiewirtschaft, dem Baugeschäft und im Anlagenbau tätig ist und in Wiesmoor ihren Sitz hat. Bundesweit beschäftigt sie mehr als 500 Mitarbeiter und ist an fünf Standorten tätig. Sie ging aus einem Zwei-Mann-Fuhrbetrieb hervor, der 1950 von Heinrich Bohlen und Heinrich Doyen gegründet wurde. Die Firma Bohlen und Doyen ist im Südwesten der Kernstadt an der Bundesstraße 436 ansässig.
Darüber hinaus gibt es Industriebetriebe aus den Bereichen Fahrzeugbau und Metallbau sowie dem Bereich Bauchemie. Die meisten anderen produzierenden Betriebe konzentrieren sich in zwei Gewerbegebieten an der in Richtung Süden führenden Oldenburger Straße, am Ortsausgang Wiesmoors und im Stadtteil Hinrichsfehn. Sie liegen den Anschlussstellen der A 28 am nächsten.

### Medien
Wiesmoor liegt im Verbreitungsgebiet von drei Tageszeitungen. Das ist zum einen die Ostfriesen-Zeitung, die in Wiesmoor eine Geschäftsstelle mit Redaktionsbüro unterhält. Ebenfalls mit einer Geschäftsstelle vertreten ist der Anzeiger für Harlingerland. Dieser hat sein Verbreitungsgebiet traditionell im Landkreis Wittmund. Da weite Teile des heutigen Wiesmoorer Stadtgebiets jedoch bis zur Bildung der Großgemeinde Wiesmoor noch zum Landkreis Wittmund gehörten, ist der Anzeiger weiterhin in der Stadt verankert. Dritte der Tageszeitungen sind die Ostfriesischen Nachrichten, die in Aurich erscheinende Zeitung, die vornehmlich im historischen Auricherland (Altkreis Aurich, bis 1977) gelesen wird. Die redaktionelle Betreuung erfolgt bei den ON von Aurich aus. Aus Wiesmoor berichtet zudem der Bürgerrundfunksender Radio Ostfriesland.

### Bildung

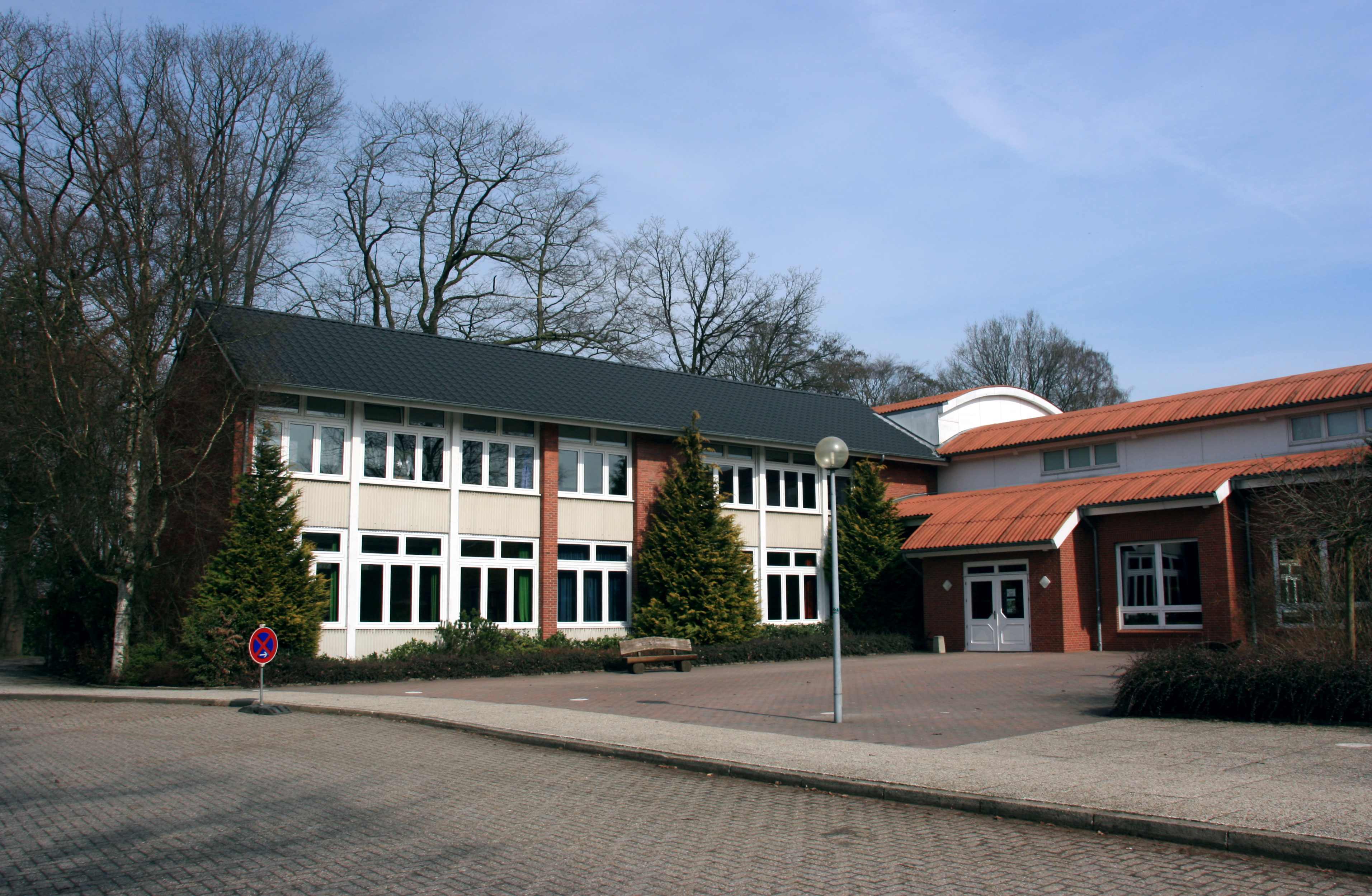
Kooperative Gesamtschule (KGS) Wiesmoor

Bildung gewährleistet in erster Linie die Kooperative Gesamtschule (KGS) im Zentrum Wiesmoors mit mehr als 1450 Schülern (Stand 2010). Sie verfügt neben dem Haupt-, Real- und Gymnasialzweig auch über eine gymnasiale Oberstufe, die 1999 ihren ersten Abiturjahrgang verabschiedete. Die KGS Wiesmoor wird auch von Schülern aus den Nachbargemeinden in den Landkreisen Leer und Wittmund besucht. Separate Haupt- und Realschulen oder Gymnasien gibt es in Wiesmoor nicht. Das nächstgelegene Gymnasium befindet sich in Aurich, ebenfalls Berufsbildende Schulen.
Grundschulen gibt es in Wilhelmsfehn II (Grundschule Am Ottermeer), in Hinrichsfehn (Grundschule am Fehnkanal) und im Wiesmoorer Zentrum (Grundschule Wiesmoor-Mitte). Schulen für Lernhilfe (Förderschulen) gibt es Wiesmoor nicht, die nächstgelegene befindet sich in der Nachbargemeinde Großefehn. Die Kreisvolkshochschule Aurich unterhält in Wiesmoor eine Außenstelle.

### Öffentliche Einrichtungen

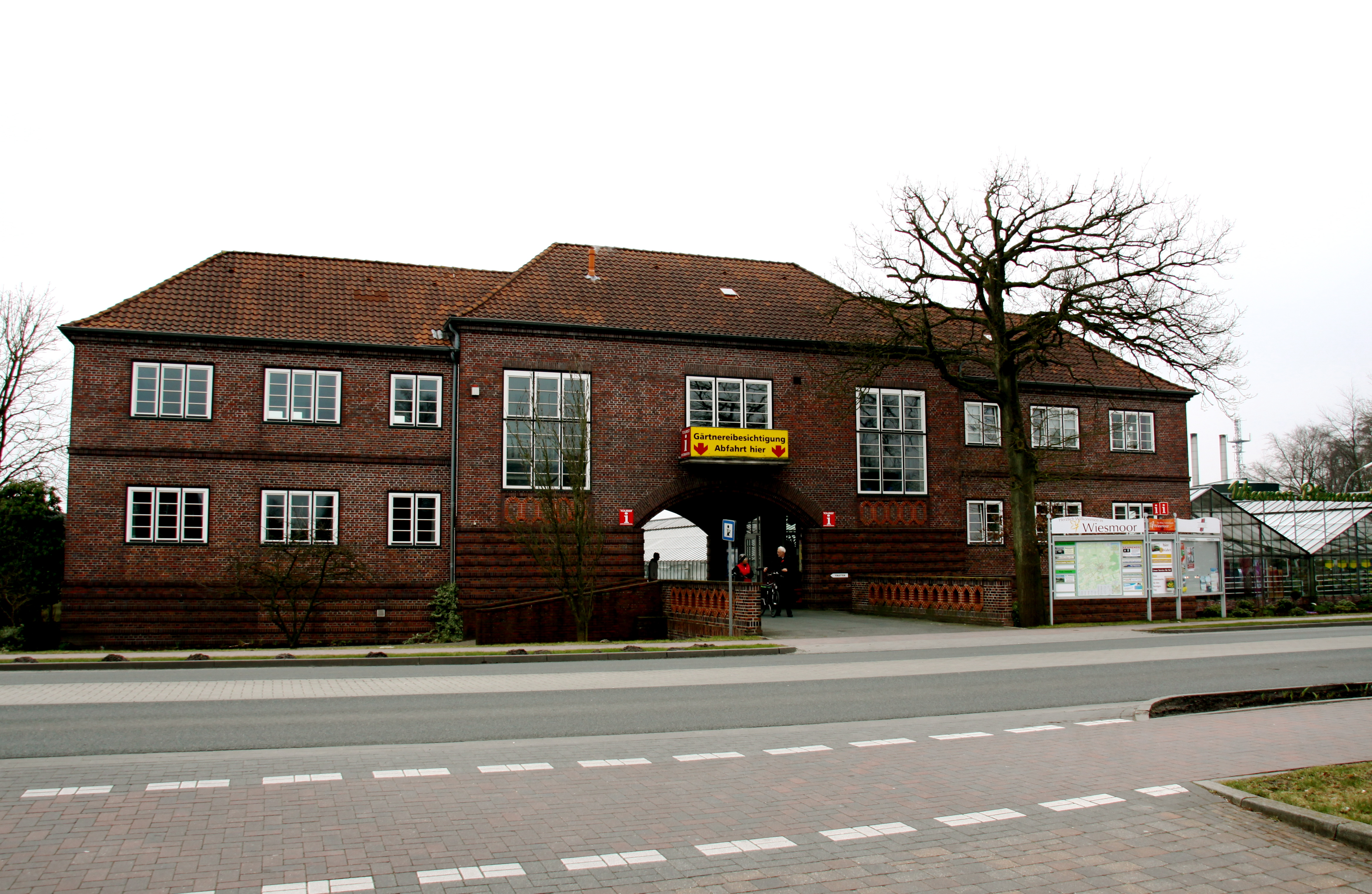
Der neue Standort der Stadtbibliothek beherbergte zuvor die Tourismus-Info

Nach der Schließung der Fehnkaserne gibt es in Wiesmoor keine öffentlichen Einrichtungen von überregionaler Bedeutung mehr. Die für Wiesmoor zuständigen Behörden wie Finanzamt und Katasteramt sowie das zuständige Amtsgericht befinden sich in der Kreisstadt Aurich, desgleichen die Kreisverwaltung. Neben der Stadtverwaltung und ihren nachgeordneten Betrieben wie dem Bauhof gibt es noch die Tourist-Info, die sich im Eigentum der Stadt befindet. Die Stadtbibliothek befindet sich seit 2012 nicht mehr auf dem Gelände der KGS Wiesmoor, sondern im historischen Torhaus.
Die Freiwillige Feuerwehr Wiesmoor wurde 1930 gegründet und ist seit 1951 Teil des Feuerwehrverbands des Landkreises Aurich. Heute hat die Stadtfeuerwehr jährlich 70 bis 90 Einsätze. Ihr Einsatzgebiet ist nicht nur auf Wiesmoor beschränkt, sondern umfasst auch Nachbargemeinden bis zur Bundesstraße 72. Die Freiwillige Feuerwehr Wiesmoor hat heute 75 aktive Mitglieder in Wiesmoor und 30 im Ortsteil Marcardsmoor. Neben den zwei einsatzbereiten Feuerwehren gibt es noch eine Jugendfeuerwehr mit 31 sowie eine Altersabteilung mit 17 Mitgliedern (Stand: 2013). Der Bestand der Stadtfeuerwehr umfasst neun einsatzbereite Fahrzeuge, einschließlich des Fahrzeugs der Feuerwehr Marcardsmoor.

### Verkehr

Lage Wiesmoors (Mitte) an den Verkehrsadern in Ostfriesland

Wiesmoor liegt inmitten der ostfriesischen Halbinsel und damit abseits der die Region durchziehenden Autobahnen 28, 29 und 31. Eine Bundesstraße und eine Landesstraße erschließen die Stadt und verbinden sie mit dem überregionalen Verkehr. Es handelt sich um die Bundesstraße 436, die von Weener nach Sande in Südwest-Nordost-Richtung quer durch die ostfriesische Halbinsel führt. Die Länge auf Wiesmoorer Stadtgebiet beträgt elf Kilometer. Im Wiesmoorer Stadtkern kreuzt sie sich mit der Landesstraße 12, die von Wittmund in südlicher Richtung nach Remels führt. Die auf Stadtgebiet 14 Kilometer lange L 12 stellt für Wiesmoor die kürzeste Verbindung zur A 28 (Leer – Oldenburg) dar.
Des Weiteren führen Kreisstraßen von Wiesmoor in die Nachbargemeinden, auch die Kreisstadt Aurich ist auf dem kürzesten Wege über Kreisstraßen erreichbar. Die Länge der Kreisstraßen in Wiesmoor beträgt 15 Kilometer. Hinzu kommen weitere städtische Straßen von etwa 200 Kilometern Länge, so dass das Straßennetz in der Stadt insgesamt ungefähr 240 Kilometer lang ist.
Überland-Buslinien verbinden Wiesmoor mit Aurich und Leer. Busse fahren von zirka 6 Uhr morgens bis ungefähr 19 Uhr abends einmal pro Stunde. Buslinien in Richtung Wittmund und Wilhelmshaven sind mit einer deutlich schlechteren Vertaktung und längeren Fahrtzeiten verbunden. Einen Anschluss an das nationale Eisenbahnnetz hat Wiesmoor nie besessen. Die nächstgelegenen Personenbahnhöfe befinden sich in Wittmund, Leer, Sande und Augustfehn, wobei Leer und Augustfehn ein Intercity-Halt sind. Von Wittmund und Sande aus verkehren Züge der NordWestBahn nach Oldenburg und Wilhelmshaven, Oldenburg ist jedoch auch von den Bahnhöfen Leer und Augustfehn aus erreichbar. Da von diesen Bahnhöfen allein der in Leer mit einer Schnellbuslinie erreichbar ist, stellt er den bevorzugten Bahnhof für Bahnreisende dar.
Die nächstgelegenen Flugplätze befinden sich in Leer und Mariensiel bei Wilhelmshaven. Der nächstgelegene internationale Verkehrsflughafen ist der in Bremen.
Für den Bootstourismus sind die Kanäle von großer Bedeutung, ihre frühere Funktion im Frachtverkehr haben sie hingegen längst eingebüßt. Im Norden durchquert der Ems-Jade-Kanal in West-Ost-Richtung das Stadtgebiet. Im Stadtteil Marcardsmoor zweigt der in südlicher Richtung durch Wiesmoor verlaufende Nordgeorgsfehnkanal von ihm ab und führt in Richtung Leda und Jümme.

## Persönlichkeiten
Der ehemalige Direktor des Torfkraftwerkes und der Wiesmoor-Gärtnerei, Johann Gerhard (genannt: Jan) Hinrichs (1887–1974), der sich um die Entwicklung des Ortes verdient gemacht hat, ist bisher der einzige Ehrenbürger der Stadt (1954). Der Schriftsteller und Sprachforscher Johann Loet Schoon (1894–1968), dem 1966 der Freudenthal-Preis zuerkannt wurde, hatte in Wiesmoor nach dem Ersten Weltkrieg eine Anstellung als Büroangestellter gefunden. Die niederdeutsche Dichterin Greta Schoon (1909–1991) arbeitete von Mitte der 1930er Jahre bis 1945 als Gemeindeschwester in Wiesmoor. Für ihr literarisches Wirken wurde sie 1980 mit dem Freudenthal-Preis, 1981 mit dem Klaus-Groth-Preis und 1984 mit dem Roswitha-Preis ausgezeichnet. Die Kinderbuchautorin und Illustratorin Andrea Reitmeyer wurde 1979 in Wiesmoor geboren. Die unter ärmlichen Bedingungen lebende Moorkolonistin  Jantje Wilms Brinkmann (1803–1908), genannt Jantjemöh, erlangte um die Wende vom 19. zum 20. Jahrhundert als älteste Ostfriesin überregionale Bekanntheit.